# Walddorfhäslach

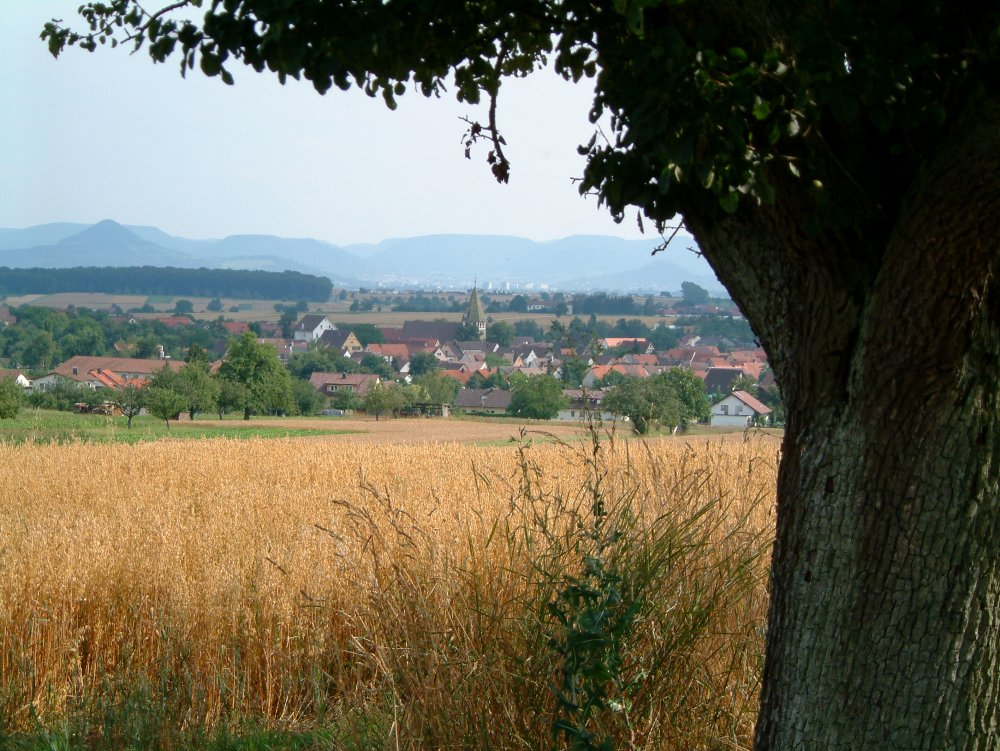
Blick auf Walddorf

Walddorfhäslach ist eine Gemeinde in Baden-Württemberg, etwa elf Kilometer nördlich der Kreisstadt Reutlingen gelegen. Sie gehört zur Region Neckar-Alb und zur europäischen Metropolregion Stuttgart.

## Geografie

### Geografische Lage
Walddorfhäslach liegt am Rande des Naturparks Schönbuch. Das Gemeindegebiet erstreckt sich über eine Höhenlage von 336 m ü. NN im Schaichtal bis 501 m ü. NN auf der Walddorfer Platte.

### Nachbargemeinden
Folgende Städte und Gemeinden grenzen an die Gemeinde Walddorfhäslach, sie werden im Uhrzeigersinn beginnend im Norden genannt: Aichtal, Schlaitdorf, Altenriet, Neckartenzlingen (alle Landkreis Esslingen), Pliezhausen (Landkreis Reutlingen), Tübingen, Dettenhausen (alle Landkreis Tübingen) und Waldenbuch (Landkreis Böblingen).
Die größten Städte in der Umgebung sind Stuttgart, Reutlingen und Tübingen.

### Gemeindegliederung
Die Gemeinde besteht aus den namensgebenden Dörfern Walddorf und Häslach. Walddorf (etwa 3100 Einwohner; 1208 Hektar) wurde erstmals 1204, Häslach (etwa 1600 Einwohner; 236 Hektar) erstmals 1310 urkundlich erwähnt.
Im Gebiet der früheren Gemeinde Häslach liegt die Wüstung Kächelwang. Der Ort wurde um 1120 als Kechelwanck erwähnt und ging vor 1330 ab. Im Gebiet der früheren Gemeinde Walddorf liegen die abgegangene, 1531 als Diettenhart erwähnte Ortschaft Dietenhart und das ebenfalls abgegangene Gehöft Geren.

### Schutzgebiete
Im Norden der Gemeinde liegt das Naturschutzgebiet Schaichtal und das Naturschutzgebiet Sulzeiche. Im Westen und Norden hat Walddorfhäslach Anteil am Landschaftsschutzgebiet Schönbuch und am gleichnamigen FFH- und Vogelschutzgebiet sowie am Naturpark Schönbuch.

## Geschichte

### Überblick

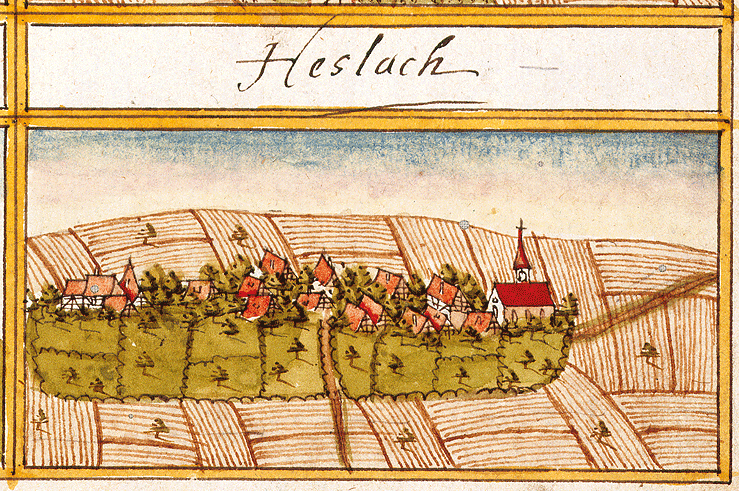
Kieser’sche Ortsansicht von Häslach 1683, Quelle: Landesarchiv Baden-Württemberg H 107/18 Bd. 52 Bl. 21 Bild 1

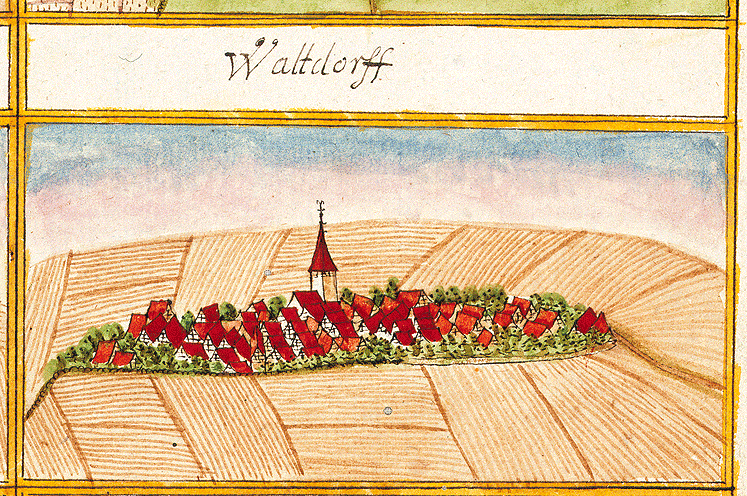
Kieser’sche Ortsansicht von Walddorf 1683, Quelle: Landesarchiv Baden-Württemberg H 107/18 Bd. 52 Bl. 18 Bild 1

Die Gemeinde Walddorfhäslach entstand am 1. April 1972 durch den Zusammenschluss der ehemals selbständigen Gemeinden Walddorf und Häslach, die damals zum Landkreis Tübingen gehörten. Im Rahmen der Kreisreform wurde Walddorfhäslach 1973 dem Landkreis Reutlingen angegliedert.
Der Ortsteil Walddorf wurde erstmals auf einer Urkunde von Papst Innozenz III. als Waltdorf erwähnt. Entstanden ist Walddorf wohl als Siedlung im 7. oder 8. Jahrhundert, Hinweis hierfür ist die Endung -dorf im Ortsnamen. Durch den Fund von drei Totenbäumen 1866 an der Westseite der Kirche gewann diese Annahme an Wahrscheinlichkeit.
Der Ortsteil Walddorf hat spätestens seit dem ersten Viertel des 18. Jahrhunderts die Berechtigung Jahrmärkte abhalten zu dürfen und ist damit Marktgemeinde. Mit Unterstützung des Tübinger Vogts wurde 1707 ein entsprechendes Gesuch an den Herzog von Württemberg gestellt. Als damaligem Zentralort des so genannten Unteramts war man der Überzeugung ein Anrecht darauf zu haben. Einzig die zuständige Amtsstadt Tübingen widersprach auf das Heftigste. Der älteste schriftliche Beleg für die Abhaltung des Trinitatis-Jahrmarkts stammt aus dem Jahr 1723. Derzeit werden in der Regel vier Krämermärkte im Jahr abgehalten. Die Märkte finden in der Hauptstraße um das Walddorfer Rathaus statt.
Der Name Haselach wird auf 1310 datiert. Lange Zeit war die eigentliche Nennungsurkunde unbekannt und man musste sich auf die Angabe im Werk „Das Königreich Württemberg. Eine Beschreibung nach Kreisen, Oberämtern und Gemeinden“, Stuttgart 1904–1907 (Band II, Seite 582) verlassen, dessen Autoren eine Quellenangabe versäumten.
Erst kurz vor dem 700-jährigen Jubiläum Häslachs im Jahr 2010 wurde die Urkunde im Reutlinger Stadtarchiv gefunden.
Heute wird im Allgemeinen angenommen, dass der Ortsname auf eine frühere Stellenbezeichnung zurückzuführen ist, demnach war Häslach die „Siedlung an einem Bach am Haselgebüsch“. Die Zusammensetzung ergibt sich aus den Wortteilen Häsl für Hasel (Haselstrauch) und Ach, einem althochdeutschen Wort für Bach, das auch in anderen Städtenamen vorkommt, wie z. B. Bacharach, Laufach.

### Verwaltungsgeschichte
Beide Ursprungsgemeinden kamen im 14. Jahrhundert von den Pfalzgrafen von Tübingen an die Grafschaft Württemberg und sind somit typisch geprägte Dörfer Altwürttembergs. Zu Zeiten des Herzogtums, des Königreichs und des freien Volksstaates Württemberg gehörten die beiden Gemeinden dem Oberamt Tübingen an. Bei der Kreisreform während der NS-Zeit in Württemberg gelangten die beiden Gemeinden 1938 zum Landkreis Tübingen. 1945 wurden die Dörfer Teil der Französischen Besatzungszone und kamen somit zum neu gegründeten Land Württemberg-Hohenzollern, welches 1952 im Land Baden-Württemberg aufging. Durch die Kreisreform in Baden-Württemberg wurde Walddorfhäslach 1973 dem Landkreis Reutlingen zugeordnet.

## Religion
Seit der Einführung der Reformation in Württemberg 1534 ist die vorherrschende Konfession in beiden Ortsteilen der Protestantismus. Walddorfhäslach im Kirchenbezirk Tübingen besitzt zwei evangelische Kirchen, darunter die Evangelische Pfarrkirche Walddorf (Walddorfhäslach), und eineinhalb Pfarrstellen. Heute gibt es auch wieder ein katholisches Gemeindehaus; die neuapostolische Kirche wurde 2016 aufgegeben. Das Gebäude beherbergt mittlerweile einen Kindergarten.

## Politik

### Gemeinderat
Der Gemeinderat von Walddorfhäslach umfasst 14 gewählte Mitglieder, deren Amtszeit fünf Jahre beträgt, sowie die Bürgermeisterin als ebenfalls stimmberechtigte Vorsitzende. Die letzte Wahl vom 9. Juni 2024 führte im Vergleich zu den vorherigen Wahlen zu folgendem Ergebnis:
| Parteien und Wählergemeinschaften | % 2024 | Sitze 2024 | % 2019 | Sitze 2019 | % 2014 | Sitze 2014 | Kommunalwahl 2024 %50403020100 43,8 %12,2 %19,5 %15,6 %8,9 % FWGrüneFrauenSPDAfDGewinne und Verlusteim Vergleich zu 2019 %p 10 8 6 4 2 0 −2 −4 −6 −8−10−3,6 %p−8,9 %p+1,5 %p+2,1 %p+8,9 %pFWGrüneFrauenSPDAfD |
| Freie Wählervereinigung           | 43,8   | 6          | 47,4   | 7          | 45,2   | 6          | Kommunalwahl 2024 %50403020100 43,8 %12,2 %19,5 %15,6 %8,9 % FWGrüneFrauenSPDAfDGewinne und Verlusteim Vergleich zu 2019 %p 10 8 6 4 2 0 −2 −4 −6 −8−10−3,6 %p−8,9 %p+1,5 %p+2,1 %p+8,9 %pFWGrüneFrauenSPDAfD |
| Grüne                             | 12,2   | 2          | 21,1   | 3          | 13,5   | 2          | Kommunalwahl 2024 %50403020100 43,8 %12,2 %19,5 %15,6 %8,9 % FWGrüneFrauenSPDAfDGewinne und Verlusteim Vergleich zu 2019 %p 10 8 6 4 2 0 −2 −4 −6 −8−10−3,6 %p−8,9 %p+1,5 %p+2,1 %p+8,9 %pFWGrüneFrauenSPDAfD |
| Frauenliste Walddorfhäslach       | 19,5   | 3          | 18,0   | 2          | 20,9   | 3          | Kommunalwahl 2024 %50403020100 43,8 %12,2 %19,5 %15,6 %8,9 % FWGrüneFrauenSPDAfDGewinne und Verlusteim Vergleich zu 2019 %p 10 8 6 4 2 0 −2 −4 −6 −8−10−3,6 %p−8,9 %p+1,5 %p+2,1 %p+8,9 %pFWGrüneFrauenSPDAfD |
| SPD                               | 15,6   | 2          | 13,5   | 2          | 20,3   | 3          | Kommunalwahl 2024 %50403020100 43,8 %12,2 %19,5 %15,6 %8,9 % FWGrüneFrauenSPDAfDGewinne und Verlusteim Vergleich zu 2019 %p 10 8 6 4 2 0 −2 −4 −6 −8−10−3,6 %p−8,9 %p+1,5 %p+2,1 %p+8,9 %pFWGrüneFrauenSPDAfD |
| AfD                               | 8,9    | 1          | –      | –          | –      | –          | Kommunalwahl 2024 %50403020100 43,8 %12,2 %19,5 %15,6 %8,9 % FWGrüneFrauenSPDAfDGewinne und Verlusteim Vergleich zu 2019 %p 10 8 6 4 2 0 −2 −4 −6 −8−10−3,6 %p−8,9 %p+1,5 %p+2,1 %p+8,9 %pFWGrüneFrauenSPDAfD |
| Gesamt                            | 100    | 14         | 100    | 14         | 100    | 14         | Kommunalwahl 2024 %50403020100 43,8 %12,2 %19,5 %15,6 %8,9 % FWGrüneFrauenSPDAfDGewinne und Verlusteim Vergleich zu 2019 %p 10 8 6 4 2 0 −2 −4 −6 −8−10−3,6 %p−8,9 %p+1,5 %p+2,1 %p+8,9 %pFWGrüneFrauenSPDAfD |
| Wahlbeteiligung                   | 72,5 % | 72,5 %     | 67,4 % | 67,4 %     | 57,8 % | 57,8 %     | Kommunalwahl 2024 %50403020100 43,8 %12,2 %19,5 %15,6 %8,9 % FWGrüneFrauenSPDAfDGewinne und Verlusteim Vergleich zu 2019 %p 10 8 6 4 2 0 −2 −4 −6 −8−10−3,6 %p−8,9 %p+1,5 %p+2,1 %p+8,9 %pFWGrüneFrauenSPDAfD |

### Bürgermeister
Der Bürgermeister wird für eine Amtszeit von acht Jahren gewählt.
- 1972–1996: Otto Bauer
- 1996–2004: Torsten Pelant
- seit 2004: Silke Höflinger

Bürgermeisterin Silke Höflinger wurde am 26. April 2020 mit 86,6 % der Stimmen im Amt bestätigt. Die Wahlbeteiligung lag, obwohl die Wahl während der COVID-19-Pandemie stattfand, bei 52,2 %.

### Wappen
| Wappen der Gemeinde Walddorfhäslach | Blasonierung: „Unter rotem Schildhaupt, darin drei schräge goldene (gelbe) Haselnüsse, in Gold (Gelb) ein schräg aufspringender schwarzer Marder.“ |
| Wappen der Gemeinde Walddorfhäslach | Wappenbegründung: Die früheren Gemeinden Walddorf und Häslach vereinigten sich am 1. April 1972 zur neuen Gemeinde Walddorfhäslach. Wie die Namen der beiden Orte wurden im Wappen der neuen Gemeinde auch deren wichtigste Wappenfiguren miteinander verbunden. Dabei repräsentiert der aufspringende Marder den Ortsteil Walddorf, dessen Einwohner in der Umgebung mit dem Übernamen „Marder“ belegt werden. Drei goldene Haselnüsse sind das heraldische Symbol des Ortsteils Häslach, dessen Name von „Haselgebüsch“ abgeleitet wird. Das Wappen wurde – gemeinsam mit der Flagge – der Gemeinde am 16. April 1974 durch das Innenministerium verliehen. |

Wappen der früher selbstständigen Gemeinden

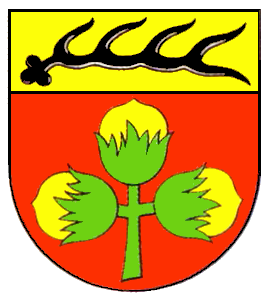
Häslach
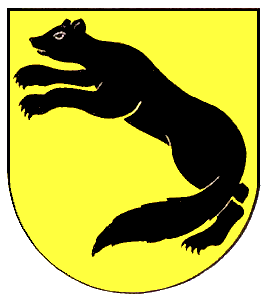
Walddorf

### Gemeindepartnerschaft
Die Partnergemeinde von Walddorfhäslach ist die Gemeinde Kottmar mit dem Ortsteil Walddorf in der Oberlausitz in Sachsen.

## Kultur und Sehenswürdigkeiten

### Bauwerke
Zur Liste der Kulturdenkmale in Walddorfhäslach.
Walddorf

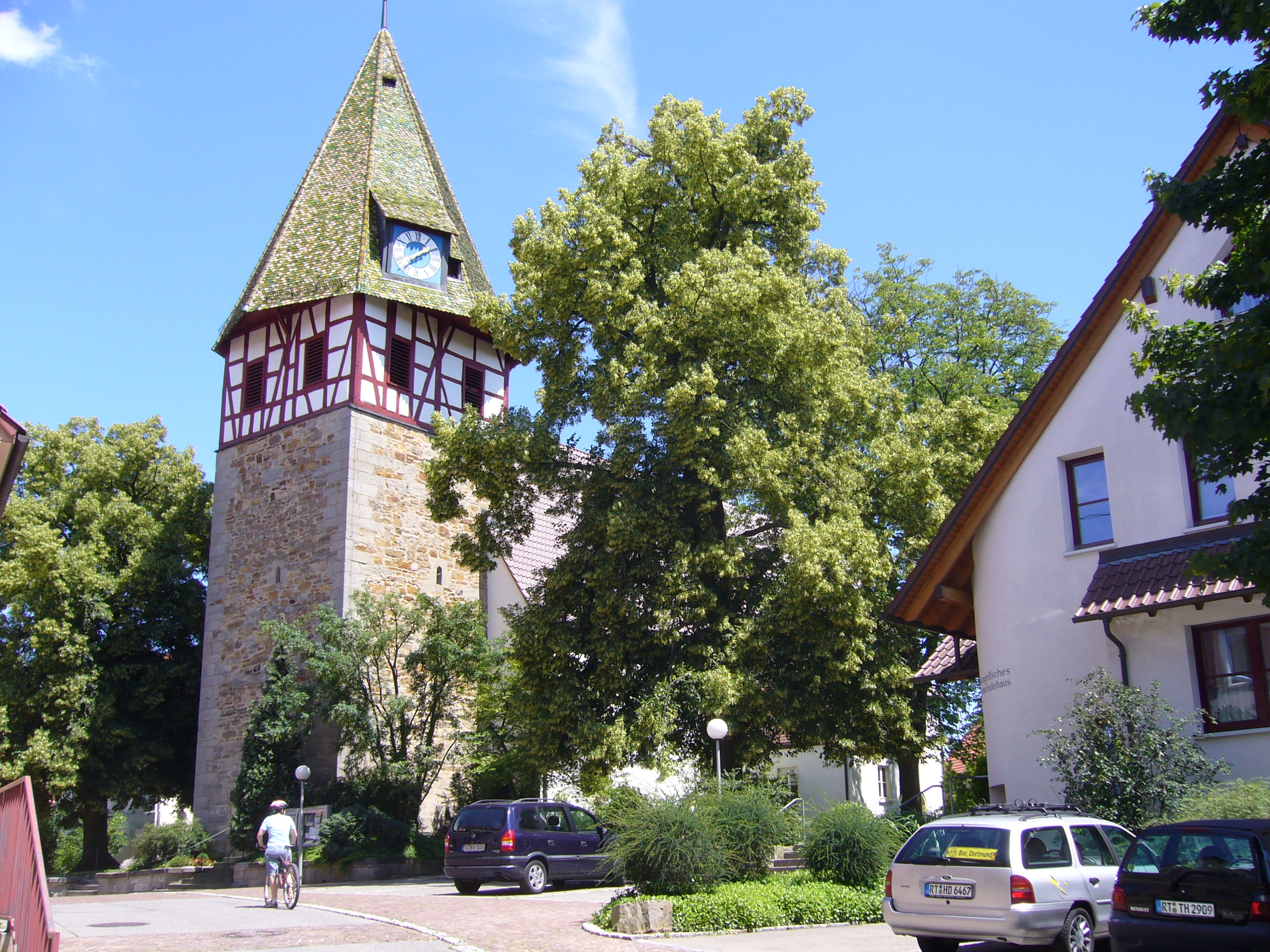
Kirche

Walddorf besitzt einige historische Bauten, so zum Beispiel das Alte Schloss. Im Rahmen der 800-Jahr-Feier (2004) wurde ein historischer Rundweg durch Walddorf angelegt, der an den historischen Gebäuden vorbeiführt.

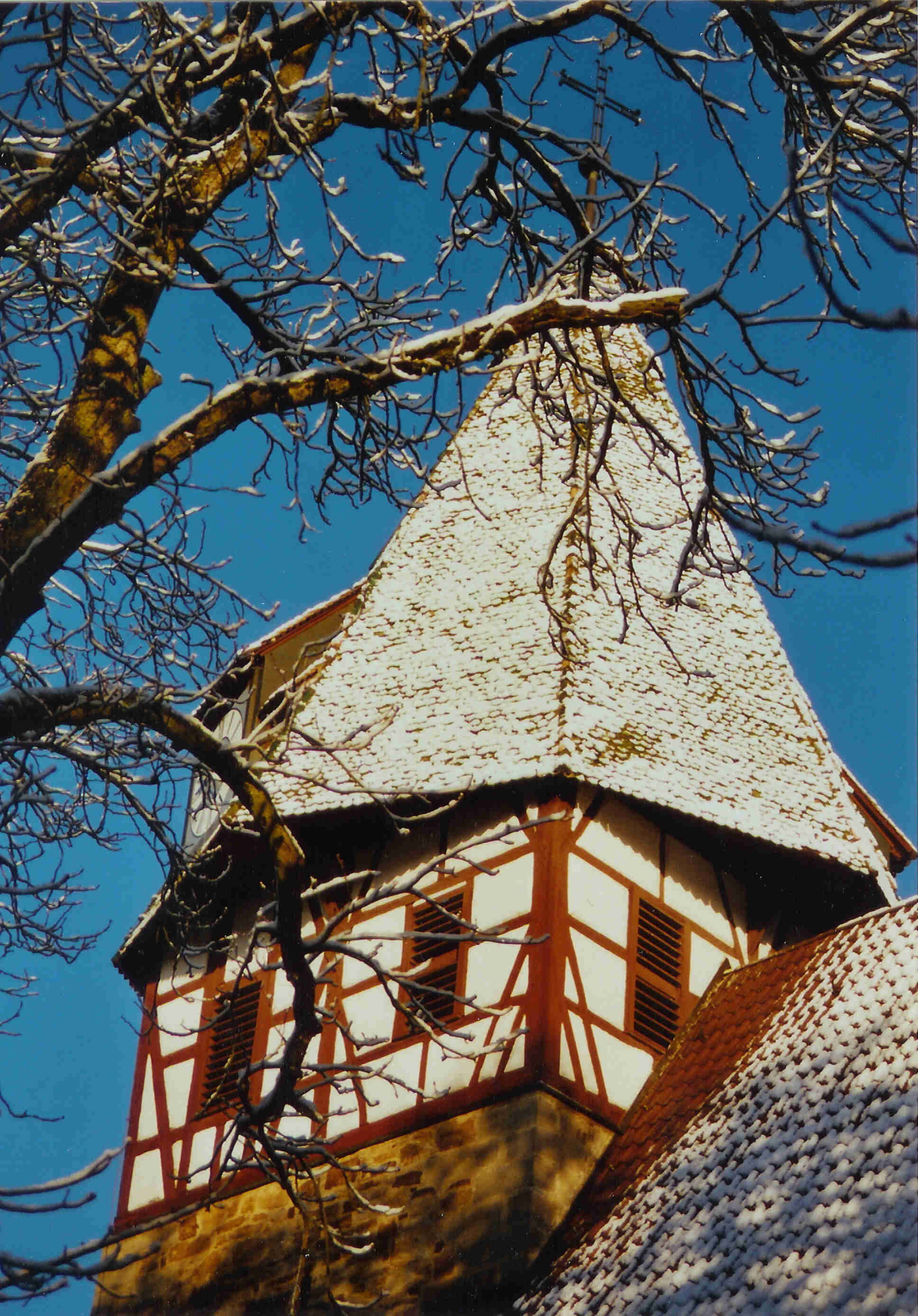
Der alemannische Fachwerkaufsatz der Walddorfer Pfarrkirche

Die evangelische Pfarrkirche Walddorf ist eine mehrfach veränderte spätgotische Hallenkirche (erbaut um 1500, Abbruch des Polygonalchors und rechteckige Verlängerung des Langhauses im Jahr 1700) mit älterem Turm (12./13. Jahrhundert). Der Fachwerkaufsatz des Turms entstand um 1500, das achtseitige Zeltdach ist überwiegend mit grün glasierten Ziegeln (18. Jahrhundert) gedeckt.
Trotz einiger bedauerlicher Verluste in den vergangenen Jahren wird die Walddorfer Hauptstraße noch überwiegend von Fachwerkgebäuden aus dem 18. und 19. Jahrhundert gesäumt. An der Scheune des Gebäudes Hauptstraße 6 Rundbogentür mit Jahreszahl 1768 und Initialen JAB für Johann Jacob Armbruster (1723–1811). Das Sichtfachwerkgebäude Hauptstraße 8 besaß im 18. Jahrhundert die Schildwirtschafts-Gerechtigkeit „zum Lamm“.

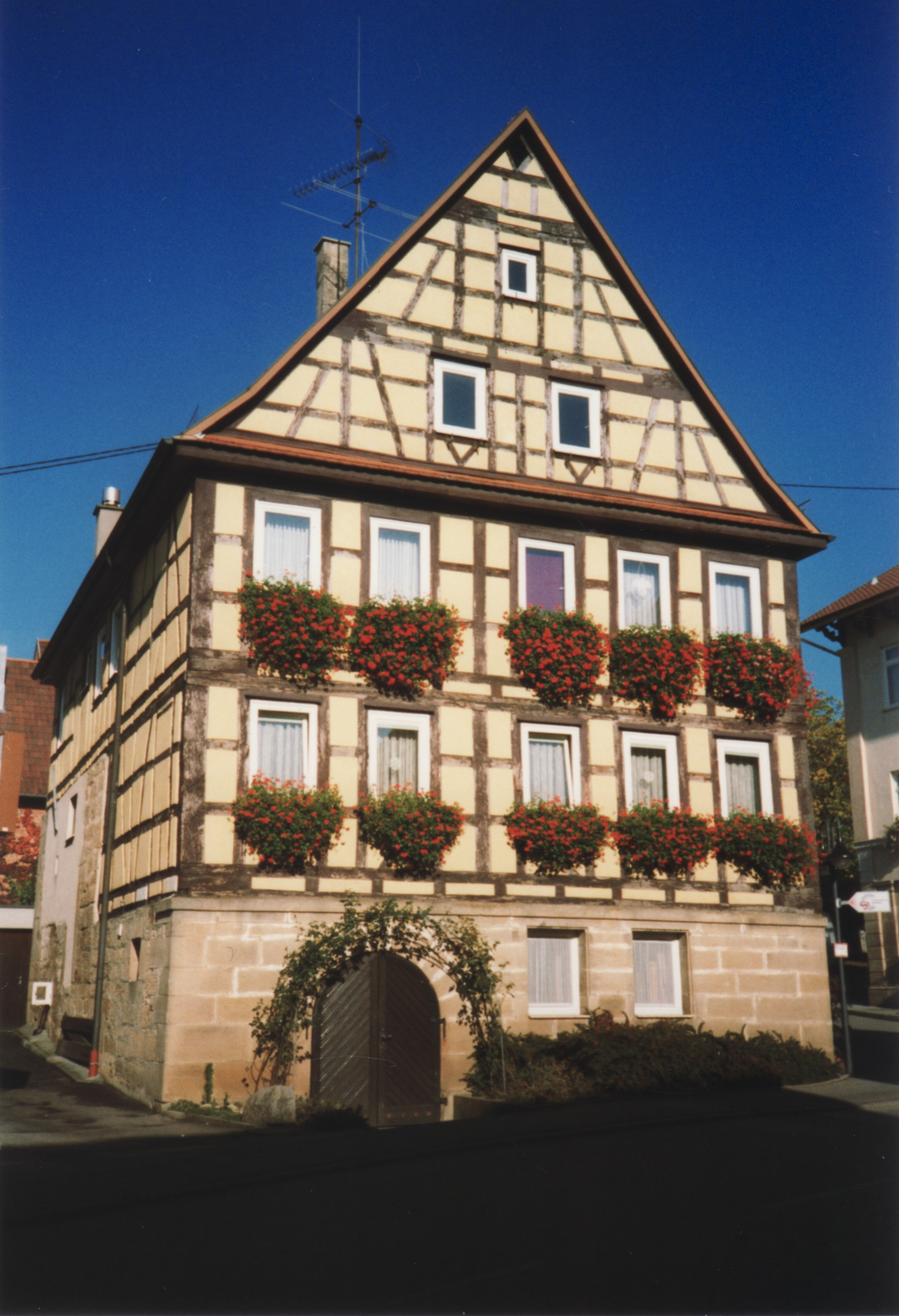
Das Fachwerkgebäude Weihergasse 1 vor der letzten Fassadensanierung

Das schräg gegenüberliegende Sichtfachwerkgebäude Weihergasse 1 entstand 1836 als Wohnhaus des Schultheißen Johann Georg Heim (1791–1837), Vater des Karl von Heim, dem späteren Oberbürgermeister von Ulm. Im Obergeschoss des Gebäudes Hauptstraße 10 befand sich ab 1838 die Wirtschaft zum Löwen. Das Geschäftshaus Hauptstraße 11 geht auf die Denkendorfer Zehntscheune zurück, die 1850 an die Gemeinde verkauft wurde und 1853 in Privatbesitz überging. Hier befand sich, nach einem Umbau, ab 1907 die Walddorfer Posthalterei von Frau Maria Nagel – Türsturz „19. E. Nagel. We. 07“ (Eugen Nagel Witwe). Das Sichtfachwerkgebäude Rathausgasse 2 ließ Kronenwirt Lauxmann 1779 errichten. Das Geschäftshaus Hauptstraße 15 wurde 1829 im Auftrag von Schultheiß Johann Georg Nagel (1800–1855) erbaut. Die darin untergebrachte Firma G. L. Nagel wurde 1867 in das Handelsregister des Königreichs Württemberg eingetragen. Zwanzig Jahre später (1887) entstand gegen die Hauptstraße ein eingeschossiger Ladenanbau. Das mächtige, verputzte Fachwerkgebäude Hauptstraße 23, mit einem sehr beachtlichen Gewölbekeller, weist am steinernen Sockelgeschoss zwei bauhistorisch interessante Konsolsteine mit Masken auf, außerdem an der nordöstlichen Gebäudeecke einen vierfach gewulsteten Kragstein sowie eine Stabwerktür und soll im Jahr 1516 erbaut worden sein. Die Steinmetzarbeiten weisen große Ähnlichkeiten zum so genannten Walddorfer Schloss auf. 1565 werden „Hans Gfrörer, jetzo Michael Wackher“ (zu diesem siehe Abschnitt Schloss) als Besitzer genannt. In der zweiten Hälfte des 17. Jahrhunderts gehörte es zum Privatbesitz des Hofmeisters von Schloss Einsiedel im Schönbuch. Spätestens ab 1662 befand sich hier die „Gastherberge zum schwarzen Adler“, die bis um das Jahr 1800 existierte.

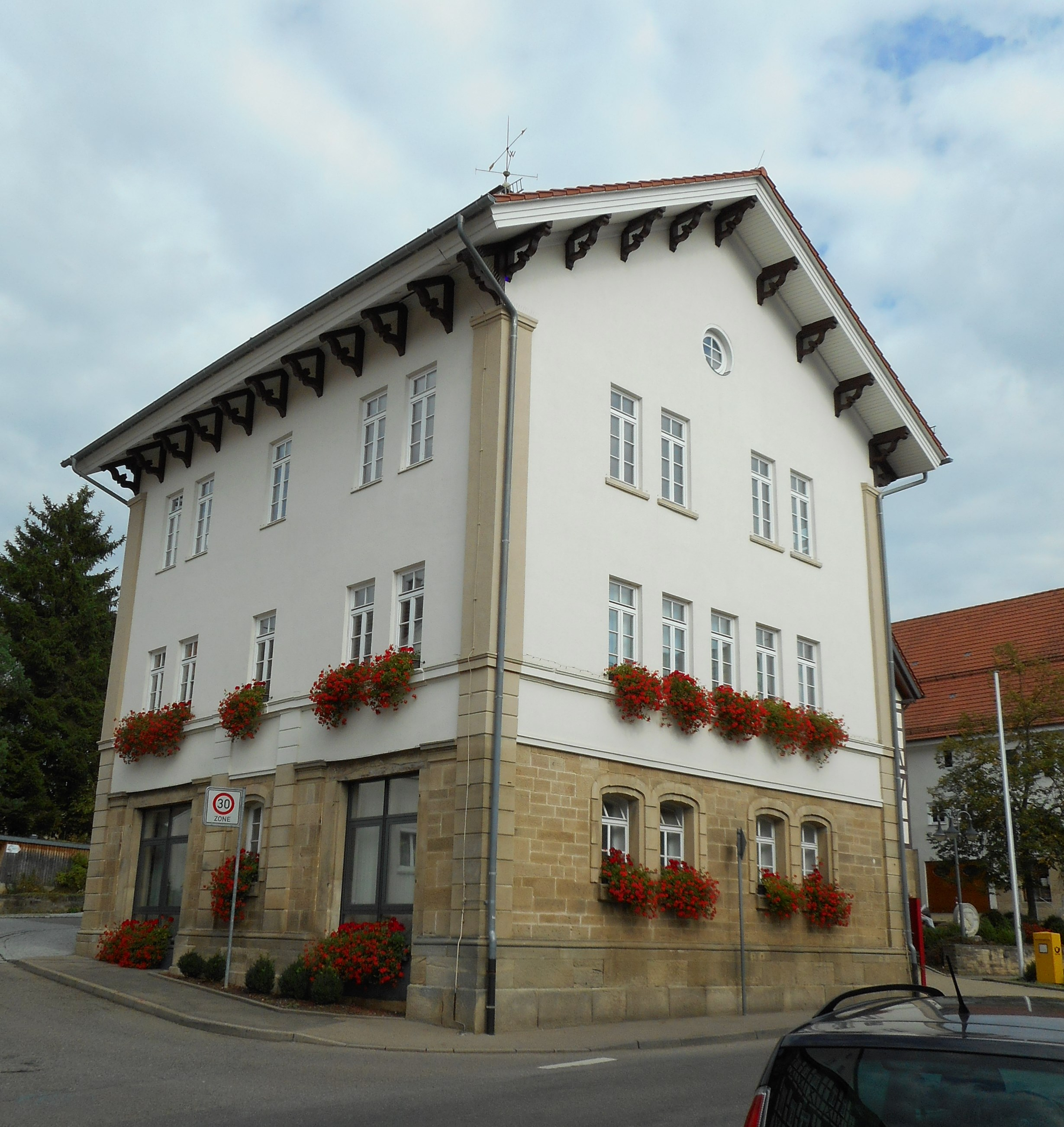
Das Walddorfer Rathaus

Das denkmalgeschützte Walddorfer Rathaus (Hauptstraße 9) wurde 1844/45 anstelle eines älteren Vorgängerbaus errichtet. Das dreigeschossige Gebäude besteht aus einem massiven Sockelgeschoss mit klassizistischem Portal, darüber verputztes Fachwerk und flachgeneigtes Satteldach. Der Dachreiter enthielt ursprünglich eine Feuerglocke, die nach der Zwangsablieferung zu Rüstungszwecken 1942 nicht wieder ersetzt wurde.

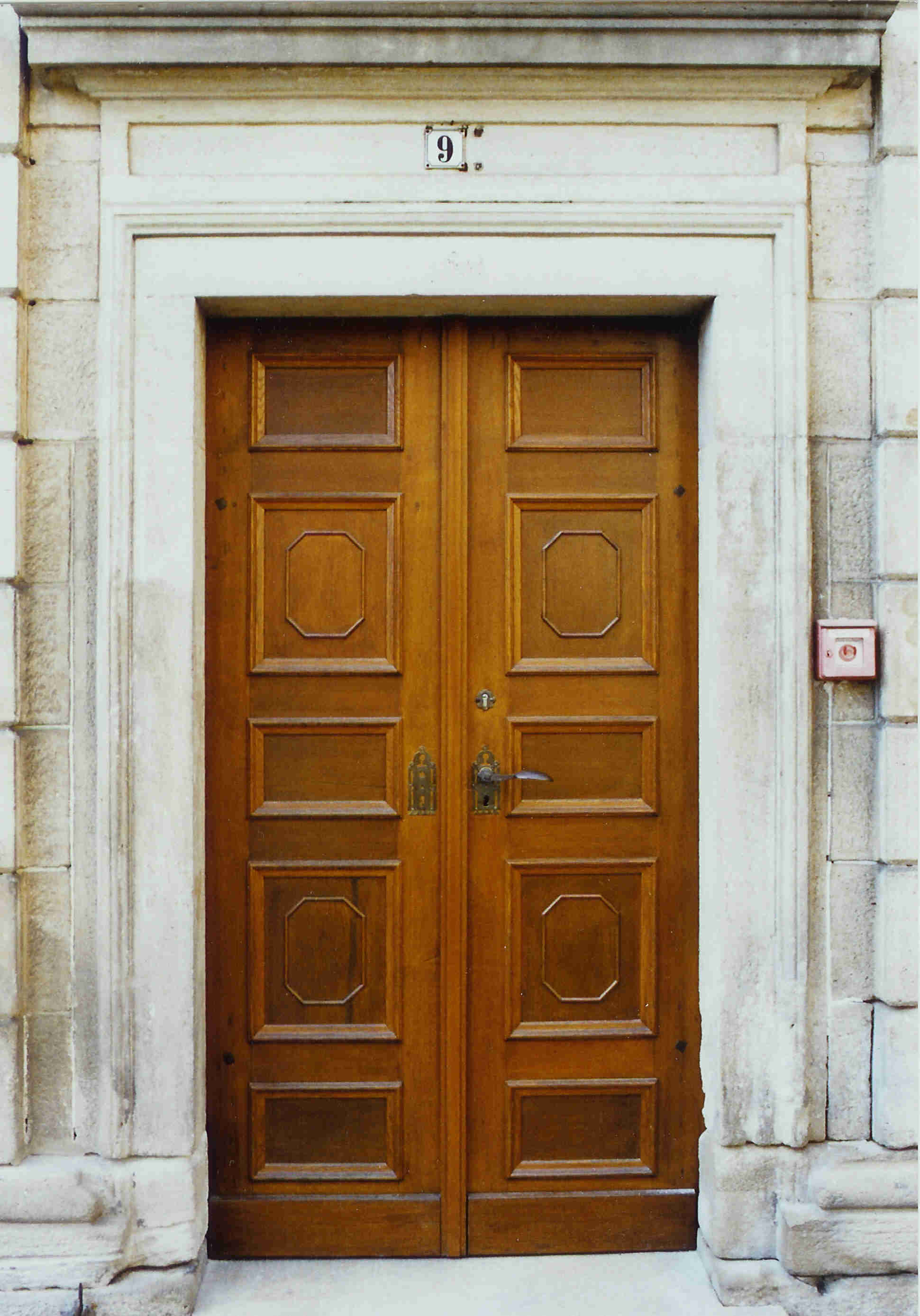
Hauptportal des Walddorfer Rathauses mit originaler Tür und Türdrücker aus der Erbauungszeit

Die Archivalien erwähnen schon 1522 ein Rathaus in Walddorf. Es stand in der Nachbarschaft zur Denkendorfer Zehntscheuer und damit vermutlich an der Stelle des derzeitigen Gebäudes. 1551 wird dieses Rathaus als baufällig bezeichnet. 1559 durfte die Gemeinde mit herzoglicher Erlaubnis eines von zwei so genannten Nonnenhäusern (tatsächlich handelte es sich um von Beginen genutzte Gebäude in der heutigen Nonnengasse) erwerben und abbrechen. Mit dem kostbaren Baumaterial wurde am traditionellen Standort neben der Denkendorfer Zehntscheuer ein neues Rathaus errichtet – Baustoffrecycling in Reinstform. Dieses Gebäude diente dann knapp 300 Jahre als Rathaus, bis es im Mai 1844 für den Neubau abgerissen wurde.

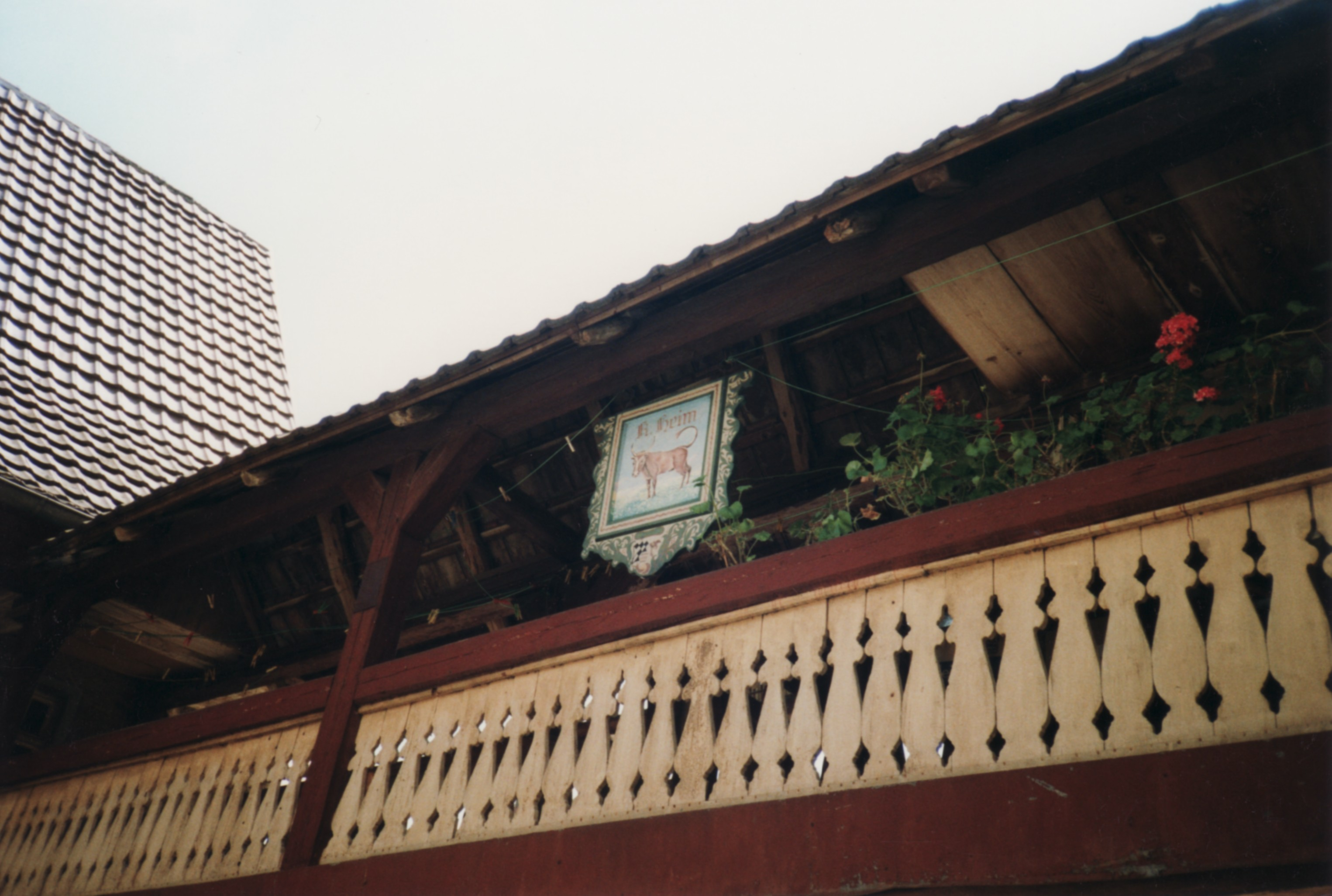
Überdachter Übergang von der ehem. Wirtschaft zum ehemaligen Tanzsaal

Das Hauptgebäude des denkmalgeschützten, ehemaligen Gasthof zum Ochsen, in der Walddorfer Rathausgasse 6 (dendrochronologisch & archivalisch ermitteltes Baujahr 1730, Anbau von 1746, Zwerchgiebel von 1882/83), 6a (Scheune von 1822/23) und 8 (Nebengebäude von 1765 – dendro. & archival. – mit Keller von 1871), stammt noch aus der ersten Hälfte des 18. Jahrhunderts und ist durch eine überdachte Holzbrücke über die Rathausgasse mit einem Nebengebäude verbunden. Die Brücke führte einst von der Wirtsstube in den Tanzsaal. Die örtlichen Archivalien nennen schon in einer Teilungsurkunde vom 14. Dezember 1715 einen Johannes Heim (1666–1723), Metzger und „Oxenwürth“. Die Familie Heim gehört zu den ältesten bis heute in Walddorf ansässigen Familien – bereits in einem Lagerbuch für den Schönbuch („Allt Schonbuch Recht und Gefell“) aus dem Jahr 1383 wird ein Haintz Haim erwähnt.

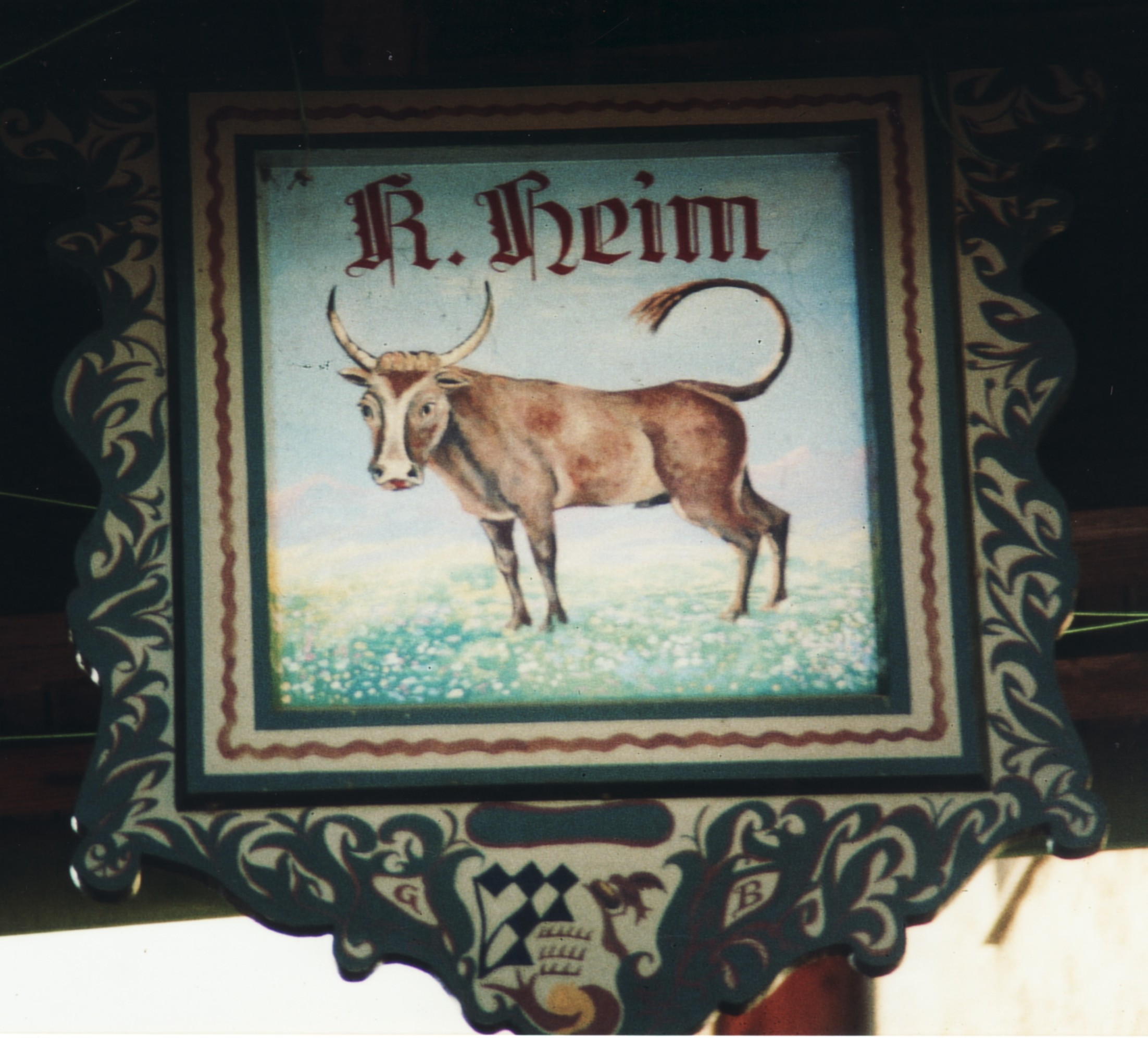
Das verschollene Wirtshausschild des ehemaligen Gasthof zum Ochsen

Seit dem Tod der letzten Ochsenwirtin E. Heim, im Jahr 2000, ruht der Wirtschaftsbetrieb. Auf Grund der vernachlässigten Bausubstanz musste über viele Jahre der endgültige Verlust des malerischen Gebäudeensembles in der Walddorfer Ortsmitte befürchtet werden. Nun soll dem „Ochsen“ und seinen Nebengebäuden im Rahmen der Ortskernsanierung wieder eine Zukunft gegeben werden. Die denkmalgerechte Sanierung soll bis 2020 abgeschlossen sein. Ein bis um das Jahr 2000 vorhandenes historisches, hölzernes Wirtshausschild aus dem 19. Jahrhundert, mit beidseitig aufgemaltem Familienwappen der Familie Heim und der Darstellung eines Ochsens ist bedauerlicherweise verschollen.

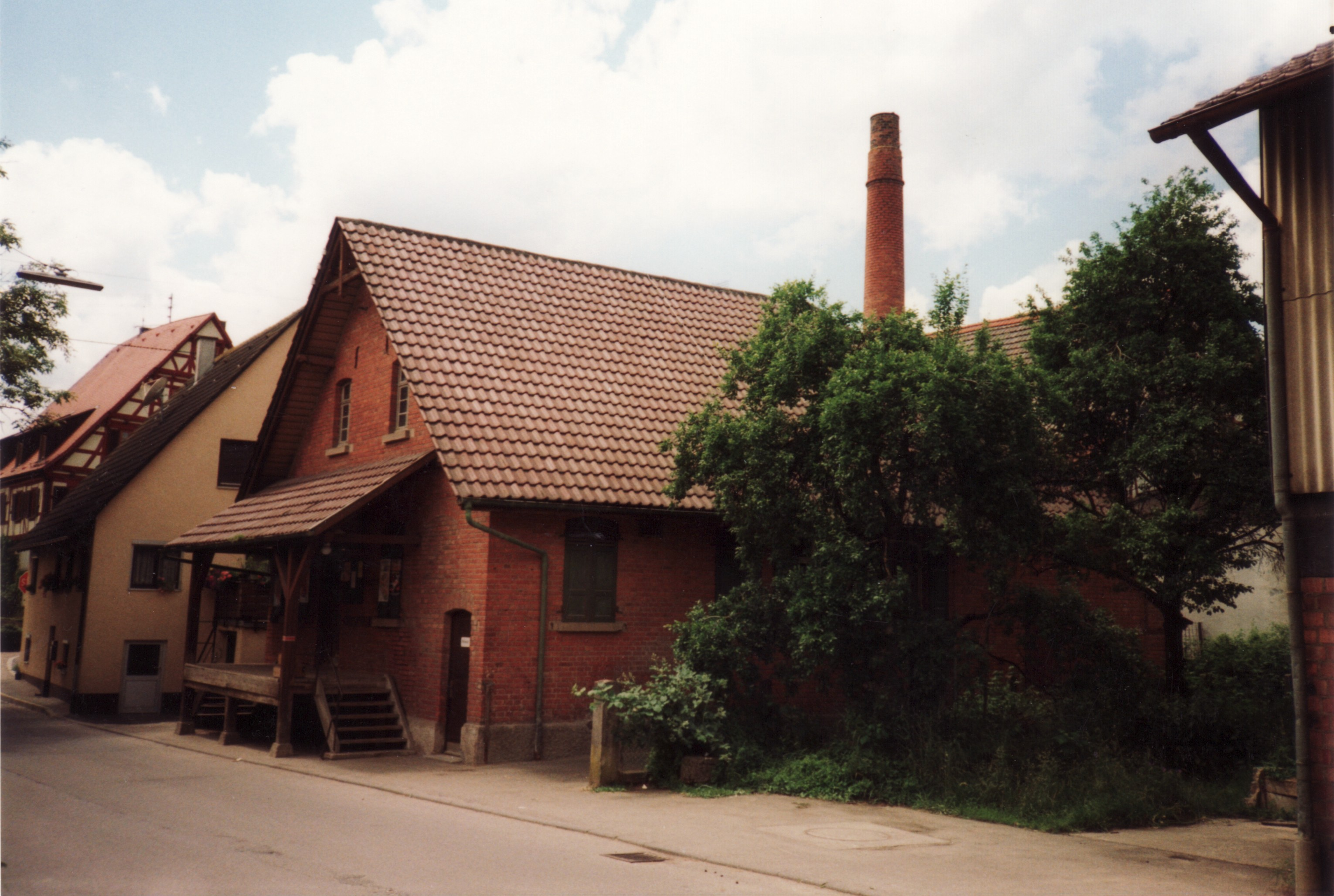
Die Walddorferei Molkerei im Juni 1991

Die denkmalgeschützte Walddorfer „Dampfmolkerei“, Talbrunnenweg 6, wird derzeit im Rahmen der Ortskernsanierung saniert, voraussichtliche Fertigstellung: Ende drittes Quartal 2019. Das eingeschossige Backsteingebäude, das ursprünglich zum Talbrunnenweg eine hölzerne Laderampe mit Überdachung aufwies, wurde 1893 errichtet. Bauherrin war die kurz zuvor gegründete „Molkereigenossenschaft e. G. m. u. H.“, welcher Rinderhalter aus den Orten Walddorf, Häslach und Gniebel angehörten. Sie war die erste Milchverwertungsgenossenschaft im Amtsbezirk Tübingen, zu dem die drei Orte damals gehörten.

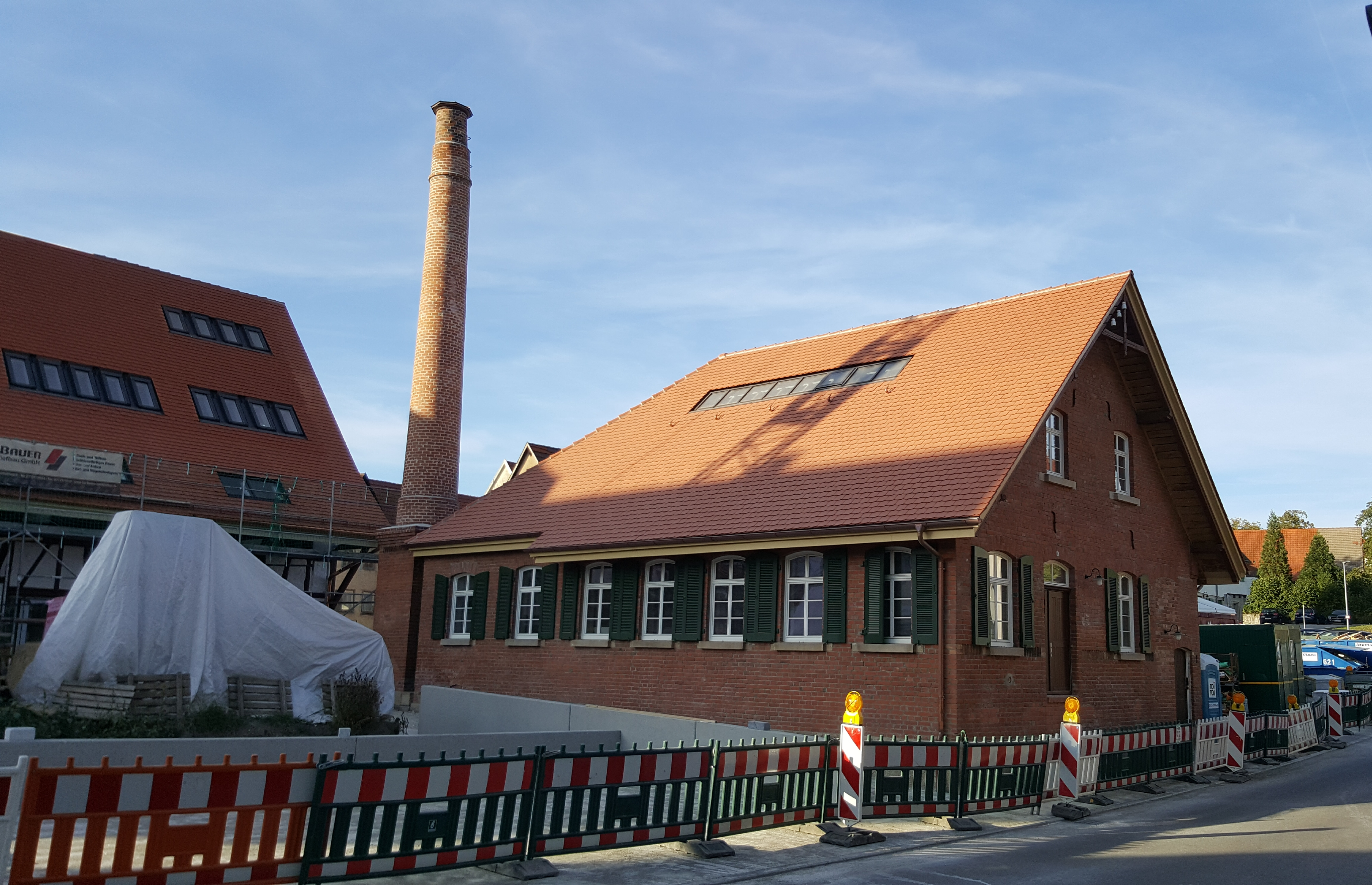
Die Walddorferei Molkerei kurz vor Abschluss der Sanierung (September 2019)

Im Jahr 1896 erzielte die Genossenschaft aus Milch- und Butterverkäufen einen Gewinn von 4.059,73 Mark. 1910 wurden 123.550 Liter Milch verarbeitet mit einer Butterausbeute von 9.952 Pfund, der Erlös für Butter betrug 12.969 Mark, der aus Buttermilch 410 Mark. Die Genossenschaft bestand damals aus 62 Mitgliedern. Nach der Elektrifizierung in den 1930er Jahren hatte der gemauerte, mehr als 15 m hohe Schornstein ausgedient. Die letzte Milchannahme fand am 31. März 1997 statt.
Die Talschmiede (Talbrunnenweg 7) wurde 1795 an eine vorhandene Scheune angebaut. Bauherr war der Landwirt Christoph Luikh (1760–1841). Erst der Schmied Johannes Dürr ließ das Gebäude im Jahr 1913 zu einer Schmiede umbauen.

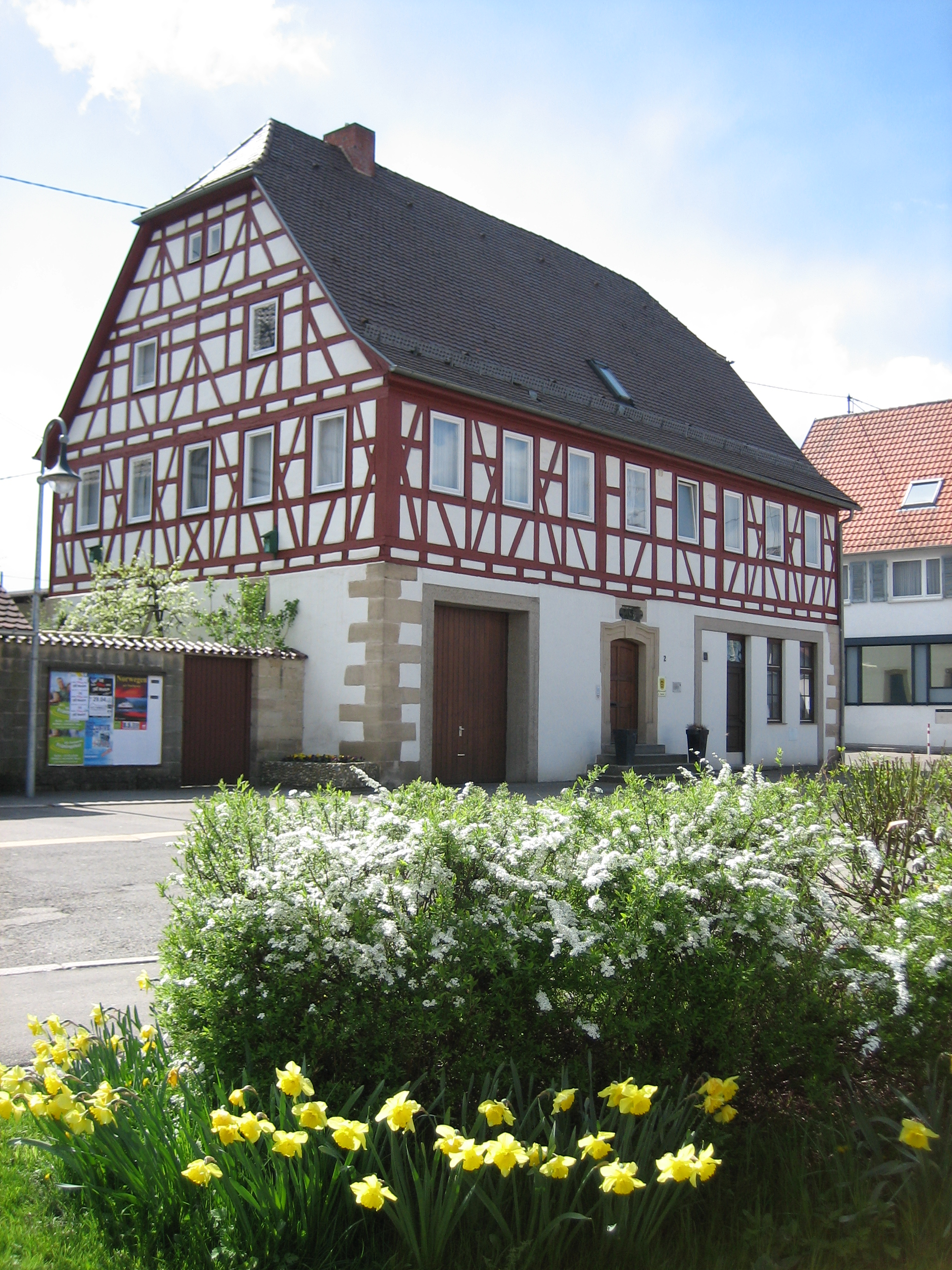
Das bisherige Notariat und zukünftige U3-Kinderhaus

Das denkmalgeschützte, bisherige Notariat (Brühlstraße 2 im Ortsteil Walddorf) ließ der königlich-württembergische Wildmeister Ernst Friedrich Koch (1750–1824) im Jahr 1780 für sich und seine Familie als „neues Forsthaus“ oder „Wildmeisterei“ errichten. Das Anwesen blieb bis zum Jahr 1885 im Besitz von dessen Nachkommen, die es damals an den Walddorfer Landwirt Kaspar Armbruster (1823–1904) verkauften. Abgeleitet von diesem Eigentümer wird das Gebäude im örtlichen Sprachgebrauch bisweilen noch „Kasperles Haus“ genannt. 1958 erwarb die damals noch selbständige Gemeinde Walddorf das Anwesen von Armbrusters Nachkommen. 1964 wurden im Erdgeschoss das Feuerwehrgerätemagazin und in den Obergeschossen die Bürgermeisterwohnung eingerichtet.

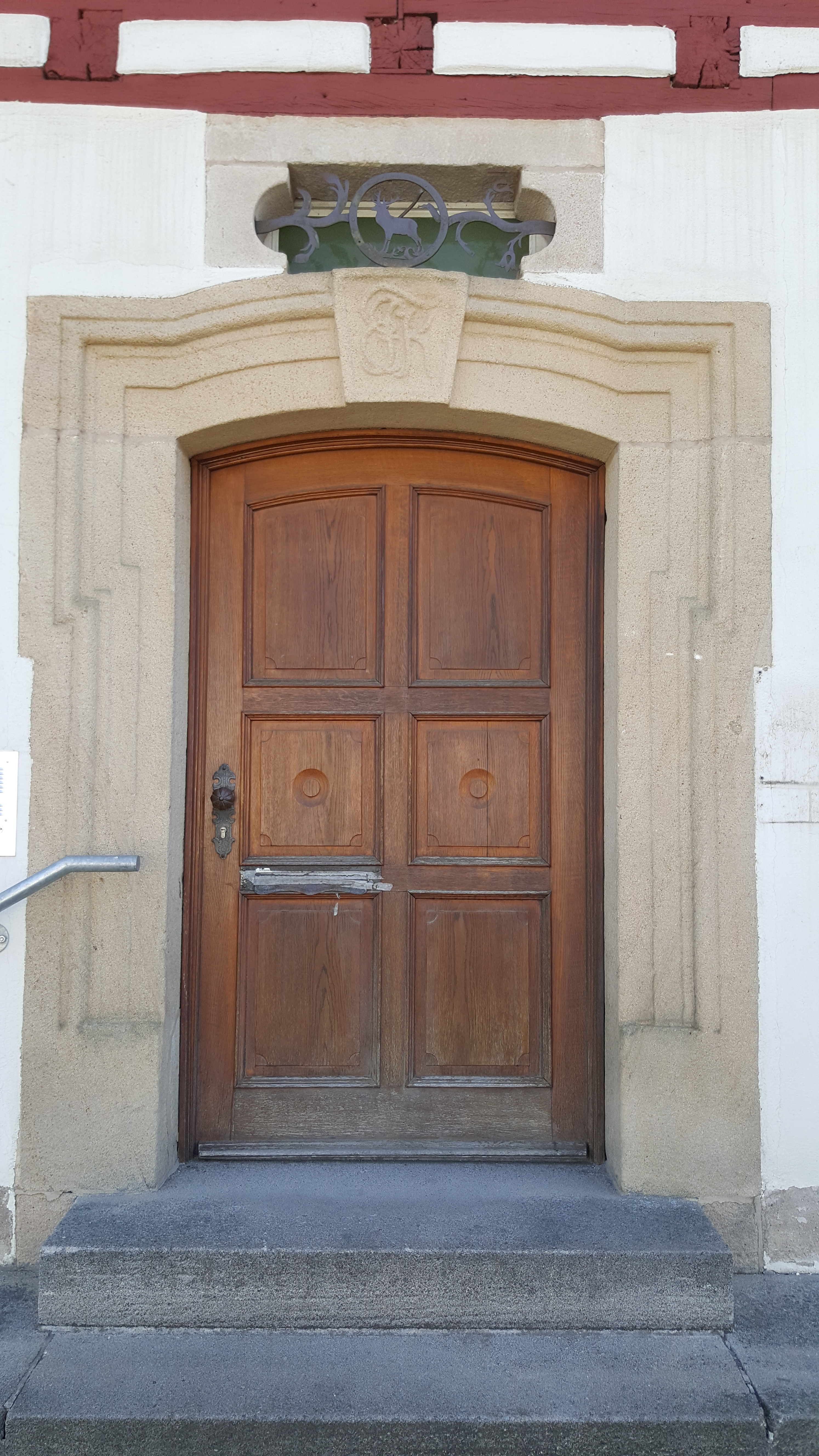
Das klassizistische Eingangsportal mit den Initialen EFK und dem Hirschlein im Gitter des Oberlichts, beides Verweise auf den ursprünglichen Erbauer des Gebäudes

1979 wurden die Diensträume des Notars vom Rathaus hierher in die ehemalige Bürgermeisterwohnung verlegt. Walddorf war seit 1826 Notariatssitz, der erste Walddorfer Amtsnotar hieß Christian Friedrich Schnell (geb. 1797). Im Rahmen der Notariatsreform des Landes Baden-Württemberg wurde der Notariatsstandort Walddorfhäslach zum 1. Januar 2018 aufgelöst. Derzeit lässt die Gemeinde das Gebäude in ein U3-Kinderhaus umbauen. In unmittelbarer Nachbarschaft befand sich auch das „alte Forsthaus“ (Brühlstraße 4) aus dem Jahr 1712, Bauherr war der Forstknecht Hans Georg Hirsch (1668–1729). Obwohl das Gebäude mit seinem eigentümlichen, abgetreppten Erker seit 1928 unter Denkmalschutz stand, ist es 1955 abgebrochen worden. Die ursprünglich zu diesem abgegangenen Gebäude gehörige Fachwerk-Scheune, bezeichnet 1789, mit abgewalmtem Dach und rundbogigem Kellerabgang (datiert 1766) wird im Verzeichnis der unbeweglichen Bau- und Kunstdenkmale geführt.

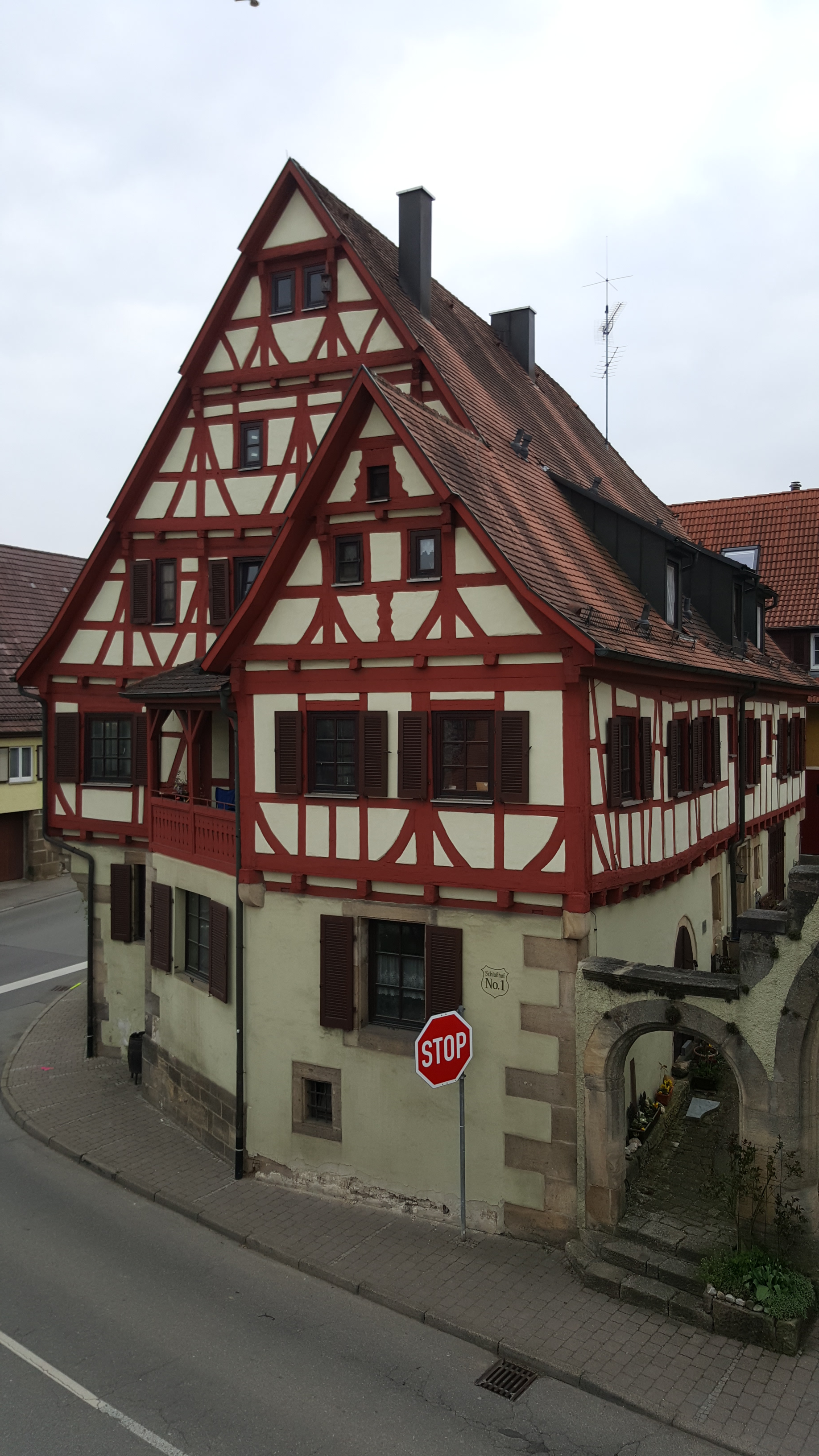
Das Fachwerkgebäude Schlosshof 1 im Ortsteil Walddorf

Beim so genannten Schloss an der Ecke Haidlinsgasse/Kappel handelt es sich um eine Gebäudegruppe aus dem 16. Jahrhundert. Das zweibogige Hoftor trägt einen manieristischen Renaissance-Aufsatz. Im Scheitel des großen Rundbogens ein Wappenschild mit einer Kanne, den Initialen MW und der Jahreszahl 1607. Die Steinmetzzeichen am Hoftor schreibt Eduard Paulus 1897 Jerg Mer(c)klin zu, von dem auch das alte Rathaus von 1608/09 in Wolfschlugen stammen soll. Am Gebäude links des Torbogens ein vierfach gewulsteter Kragstein mit Maske, außerdem ein noch leicht spitzbogiger Kellerabgang und ein Stabwerkstür-Gewände mit Datierung 1579, am alemannischen Fachwerkaufbau Jahreszahl 1519. Die letzte Komplettsanierung erfolgte in den Jahren 1981 bis 1983 durch die Gemeinde. Das gesamte Anwesen wird im Verzeichnis der unbeweglichen Bau- und Kunstdenkmale geführt.

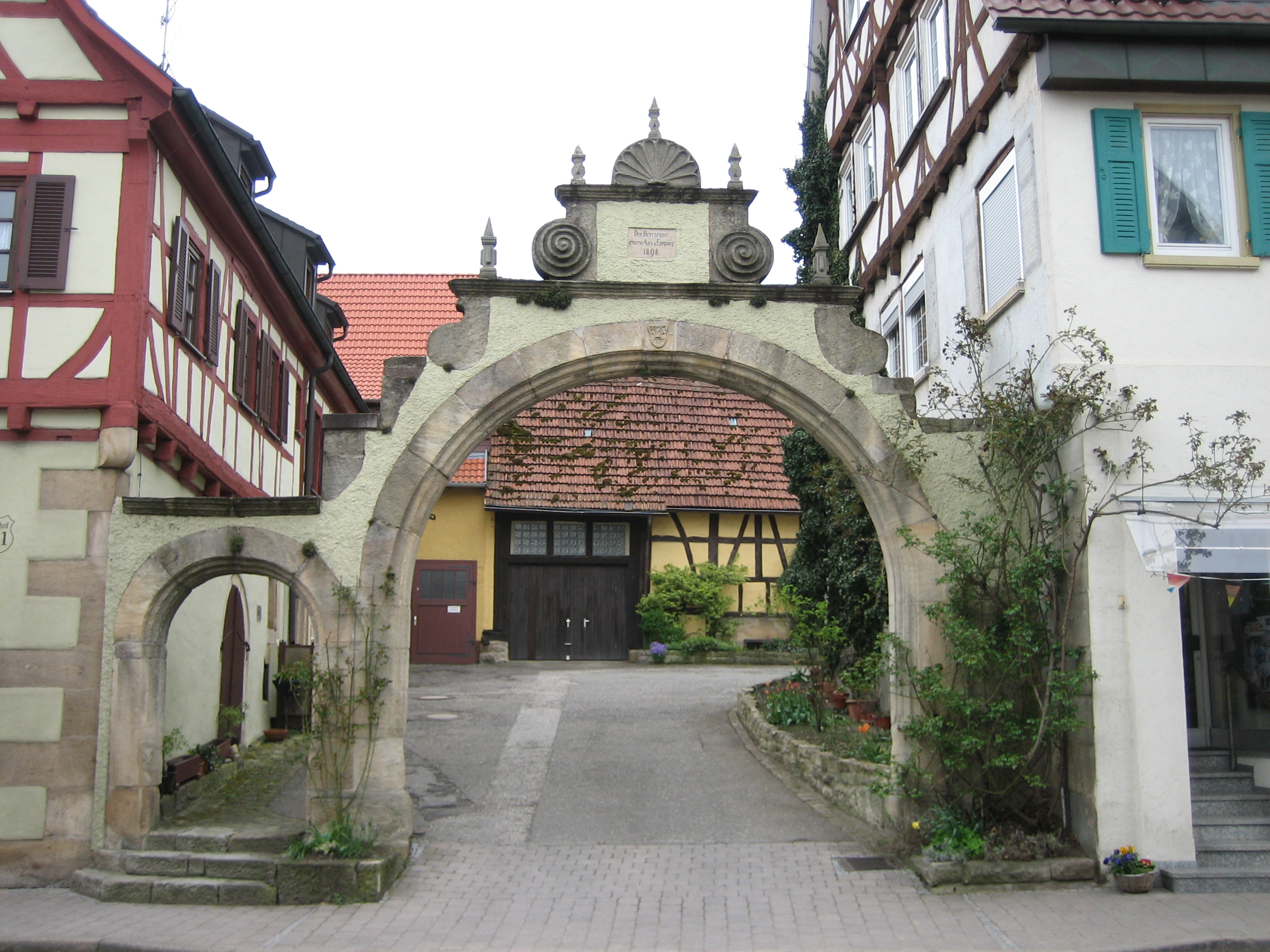
Der Torbogen mit Schlupfpforte von 1607

Seit der Oberamtsbeschreibung Tübingen von 1867 hält sich beständig die Behauptung bei der Gebäudegruppe Schlosshof handle es sich um das ehemalige Schloss einer ortsadeligen Familie von Gayern, bzw. von Geren. Neuere Forschungen bestätigen diese vielfach verbreitete Annahmen aber keineswegs. Die in den Familienbüchern im 16. und 17. Jahrhundert genannten Familienmitglieder von Geren hatten nur bescheidenen Besitz und übten meist das Bäcker- oder Küferhandwerk aus. Eine Zugehörigkeit, selbst zum niederen Adel kann praktisch ausgeschlossen werden. Es ist davon auszugehen, dass es sich um Nachkommen der vom abgegangenen Hof Gayern/Geren (erwähnt 1383) nach Walddorf übersiedelten Bauern handelte. Dieser Hof lag im Dörnacher Tal – die Gewannbezeichnung Geren ist bis heute in den Flurkarten zu finden. Die Archivalien lassen außerdem keine Schlussfolgerung zu, dass sich je eines der Gebäude um den Schlosshof im Besitz eines Mitglieds der Familie von Gayern/Geren befunden hätte.

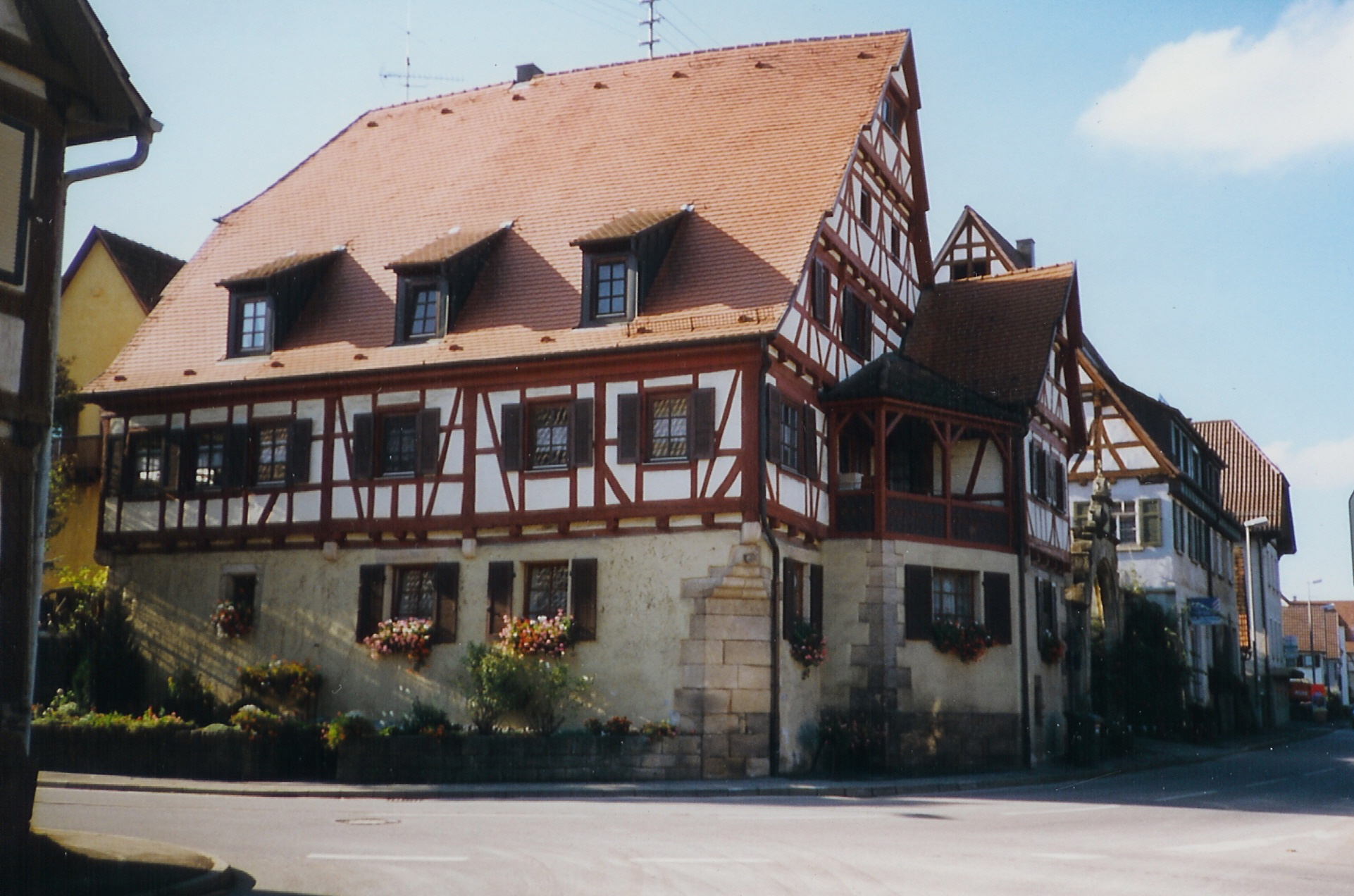
Blick aus der Friedhofstraße auf das Walddorfer Schloss

Für das Gebäude Schlosshof 1 mussten die Besitzer um 1699 Abgaben an die geistliche Verwaltung Nürtingen leisten. Diese Abgabenverpflichtung, ursprünglich an die Frühmesse in Neckartenzlingen, ging auf einen Vertrag aus dem Jahr 1383 zurück. 1540 leistete diesen wiederkehrenden Zins „Eberlin würt zu Waltdorff ußer H(a)uß, Hofraithin und Garten bey dem Felbenbrunnen“. 1587 zinste „Hannß Wackher, genant Krautt Hannß, Einwohner und Würth zu Waltdorff“ aus diesem Anwesen, weiter heißt es in den Archivalien, dass das „Der Zeit new erbaute Hauß, Scheur, Hofraytin und gartten … bey dem Felben Bronnen“ vormals dem „Eberlin Heim dem Würth“ gehört habe. Hannß Wackher († 1603) war mit Margareta, geb. Heim († 1620) verheiratet, vermutlich der Tochter von Eberlin Heim. Damit ist mehr als schlüssig, dass der Erbauer des so genannten Schlosses Hannß Wackher hieß und in dem Gebäude vermutlich eine Herberge betrieb. Sein 1572 geborener und 1635 verstorbener Sohn hieß Michael Wackher, dessen Initialen passen perfekt zu den Initialen im Scheitel des 1607 errichteten Torbogen, die Kanne kann in diesem Zusammenhang als Symbol für den Schankbetrieb interpretiert werden.
Am rechts vom Torbogen stehenden Gebäude drei Rundbogenfenster vom Ende des 16. Jahrhunderts und Sichtfachwerkgiebel, wohl Anfang 17. Jahrhundert.

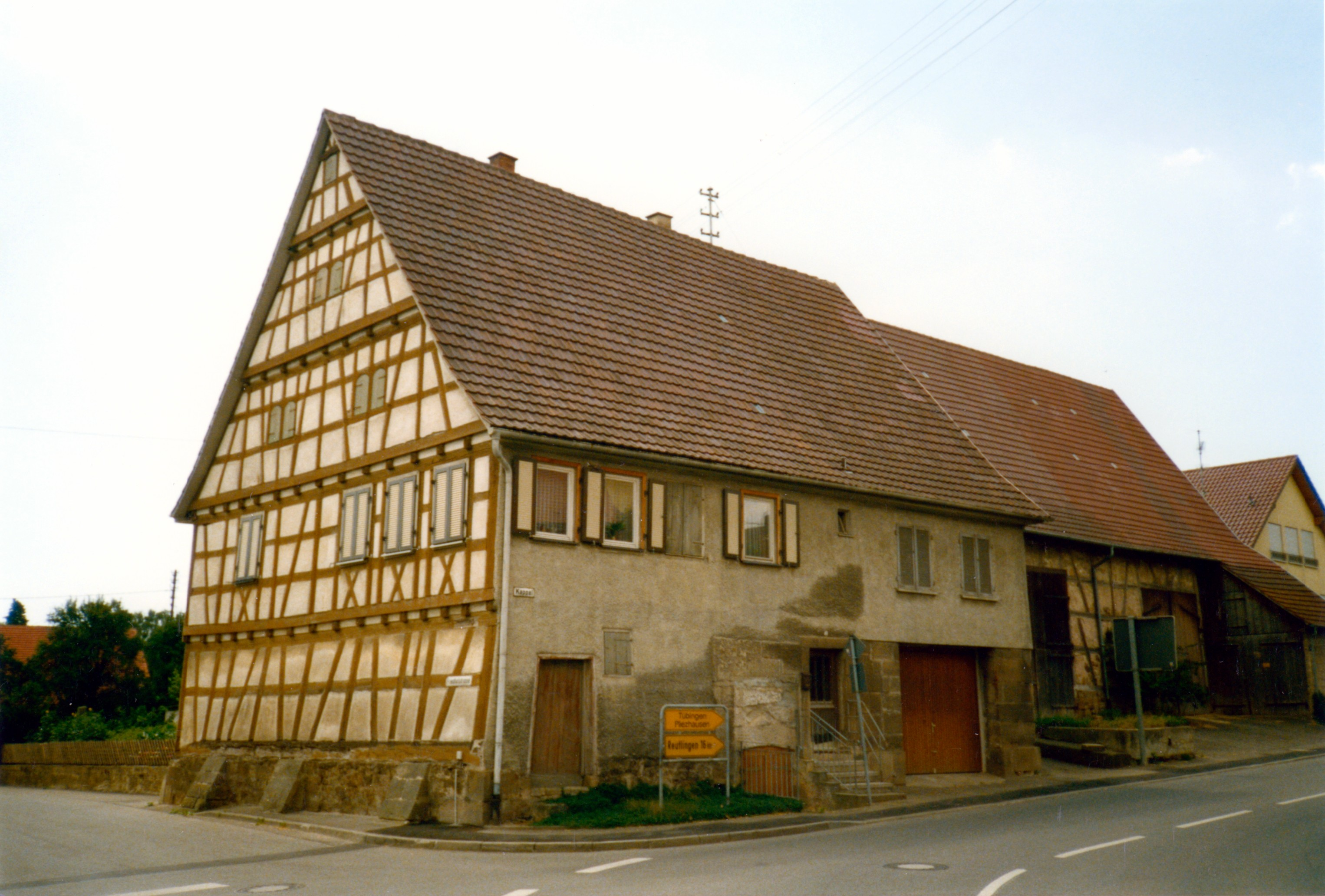
Das Anwesen Kappel 1 vor der letzten Fassadensanierung

Das denkmalgeschützte Gehöft Kappel 1 mit Wohnhaus von 1794 (sichtbarer Fachwerkgiebel an der Nordost-Seite) und Scheune von 1788 ließ Rösslewirth Johann Georg Heim (1754–1816) anstelle eines älteren Vorgängerbaus errichtet. Schon für das abgegangene Gebäude wurde 1765 eine „Schildwürthschafts Gerechtigkeit“ erwähnt. Wie lange das „Rössle“ in diesem Gebäude bestand, konnte bisher nicht abschließend geklärt werden.
Die ehemalige Apotheke (Haidlinsgasse 14) ist eines der wenigen erhaltenen Gebäude aus der Zeit vor 1900, das nie eine landwirtschaftliche (Teil-)Nutzung erfuhr. 1892 nach Plänen des Tübinger Oberamtsbaumeisters Wurster von der Gemeinde Walddorf errichtet, wurde die Apotheke zunächst als Filiale der Neckartailfinger Apotheke betrieben. Erst mit der Übernahme der Apotheke durch den approbierten Apotheker Marcus J. Michel im Jahr 1920 wurde die Walddorfer Apotheke in eine Vollapotheke umgewandelt. Seit 1998 wird das Gebäude nicht mehr als Apotheke genutzt.

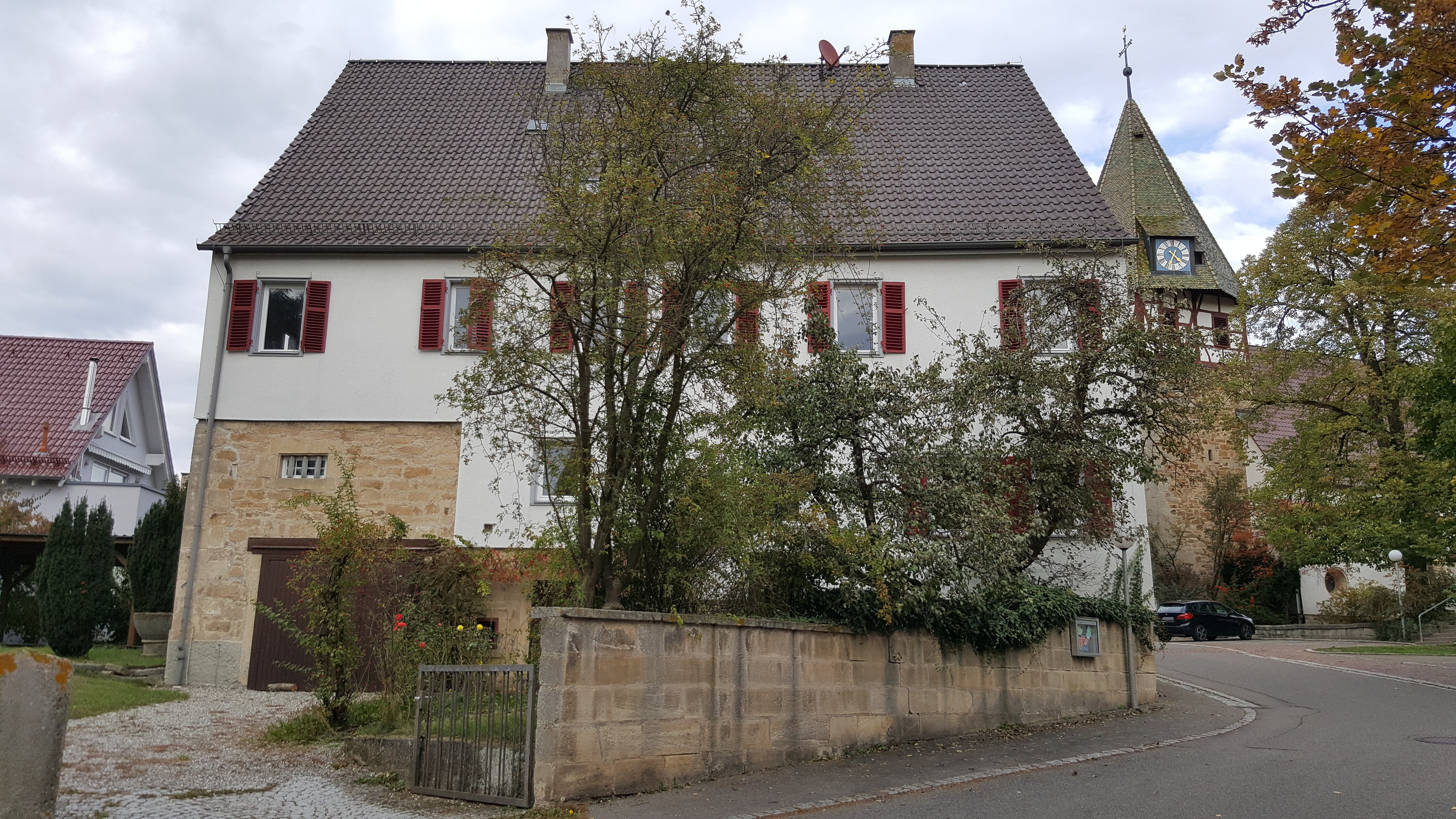
Blick in den Walddorfer Pfarrhof

Das Walddorfer Pfarrhaus bzw. der Pfarrhof stammt sicherlich noch aus der ersten Hälfte des 18. Jahrhunderts, wobei das Steinquaderwerk der westliche Hälfte des Erdgeschosses stark dem des Walddorfer Kirchturms ähnelt und damit bedeutend älter sein dürfte. Möglicherweise besteht ein baulicher Zusammenhang zwischen den älteren Teilen des Pfarrhauses und den unteren Geschossen des Kirchturms. Im Bereich des Kirchhofs wird ein ehemaliger Herrensitz vermutet. Nach dem Ort benannter Adel tritt erstmals 1270 mit Marquard von Walddorf in Erscheinung. Nach 1408 scheint das Geschlecht, das dasselbe Wappen und teilweise auch dieselben Vornamen wie die Herren von Lustnau und Wildenau hatte aber ausgestorben zu sein. Ein Aquarell aus der Zeit um 1840 zeigt das unverputzte Pfarrhaus mit hübschem Zierfachwerk. Ohne die zusätzliche Gliederung durch die (historisch belegten) Sprossenfenster wirkt das Gebäude im aktuellen Zustand etwas unausgewogen.

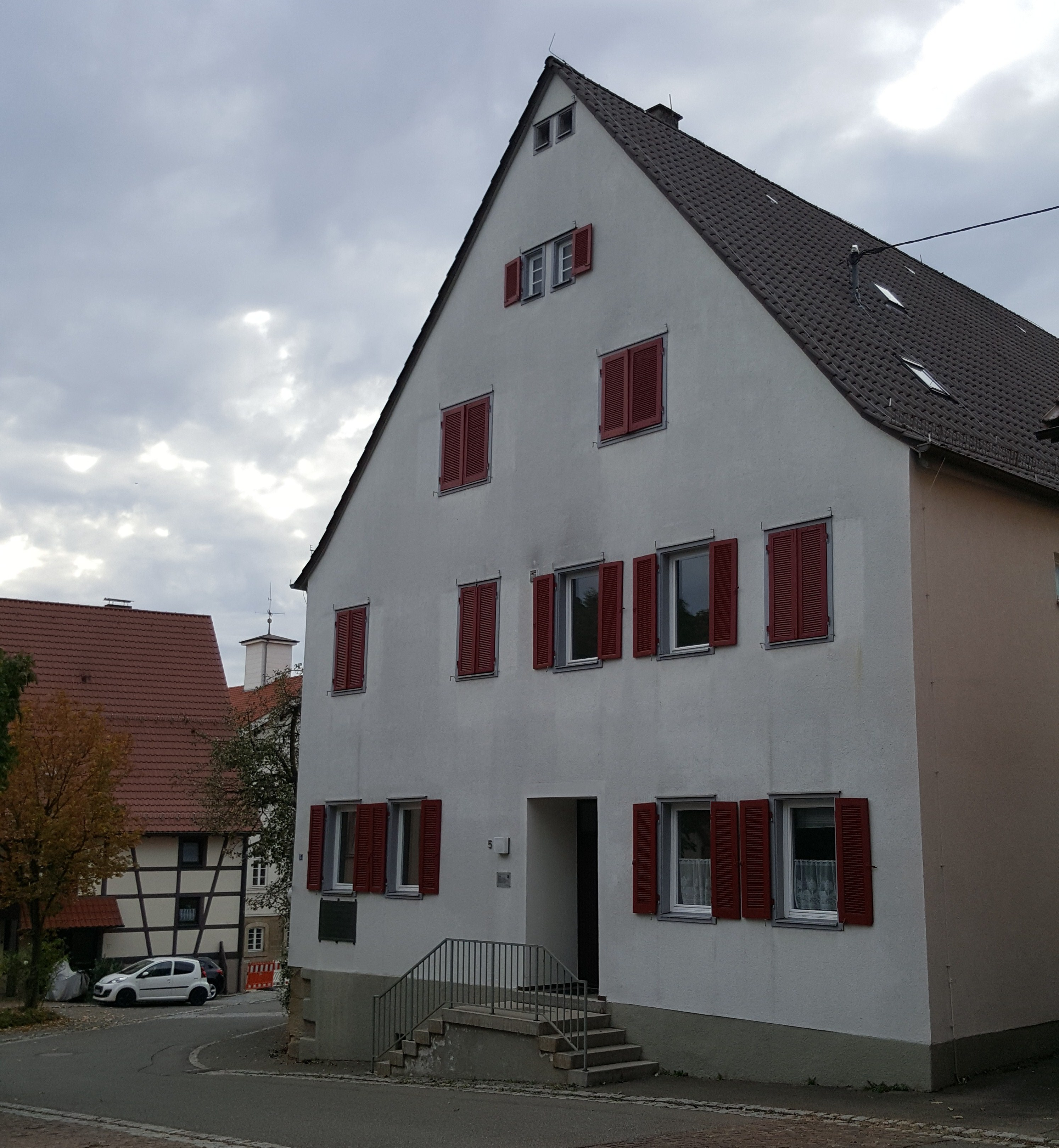
Unter dem Putz des Pfarrhauses soll laut einem alten Aquarell Zierfachwerk verborgen liegen.

In einer Beschreibung des Pfarrhofs aus dem Jahr 1862 (Pfarrerwechsel Rüdiger – Scholl) heißt es, das Pfarrhaus sei 180 Jahre alt, was eine Erbauung um das Jahr 1680 bedeuten würde. Das noch existente Wasch- und Backhaus wurde 1816 anstelle eines Vorgängerbaus errichtet. Die um 1740 errichtete Pfarrscheuer wurde vor einigen Jahren abgerissen. Im ummauerten Pfarrhof wird der romanische Taufstein der Walddorfer Kirche verwahrt. Dieser wurde bei der Sanierung (Baurat Heinrich Dolmetsch) der Kirche im Jahr 1900 entfernt und durch einen neuen Taufstein ersetzt. Vgl. hierzu einen bei der ev. Kirchengemeinde vorliegenden Kontrakt, nach welchem der Maurer Wetzel bis zum 28. November 1900 einen Taufstein aus „schönem, weißem, feinkörnigem, strichfreiem Sandstein“ zum Preis von 85 Mark zu liefern hatte.
Die ehemalige Bauerschmiede (Weihergasse 9) ließ 1798 der Schmied Johann Georg Falter (1764–1828) anstelle eines älteren Vorgängerbaus errichten. Da in Walddorf in früherer Zeit mehrere Hufschmiede ein Auskommen fanden, waren im täglichen Sprachgebrauch Namensadditive üblich. Die Bauerschmiede ist nach der Schmiedefamilie Bauer benannt, die das Anwesen ab 1898 besaß.

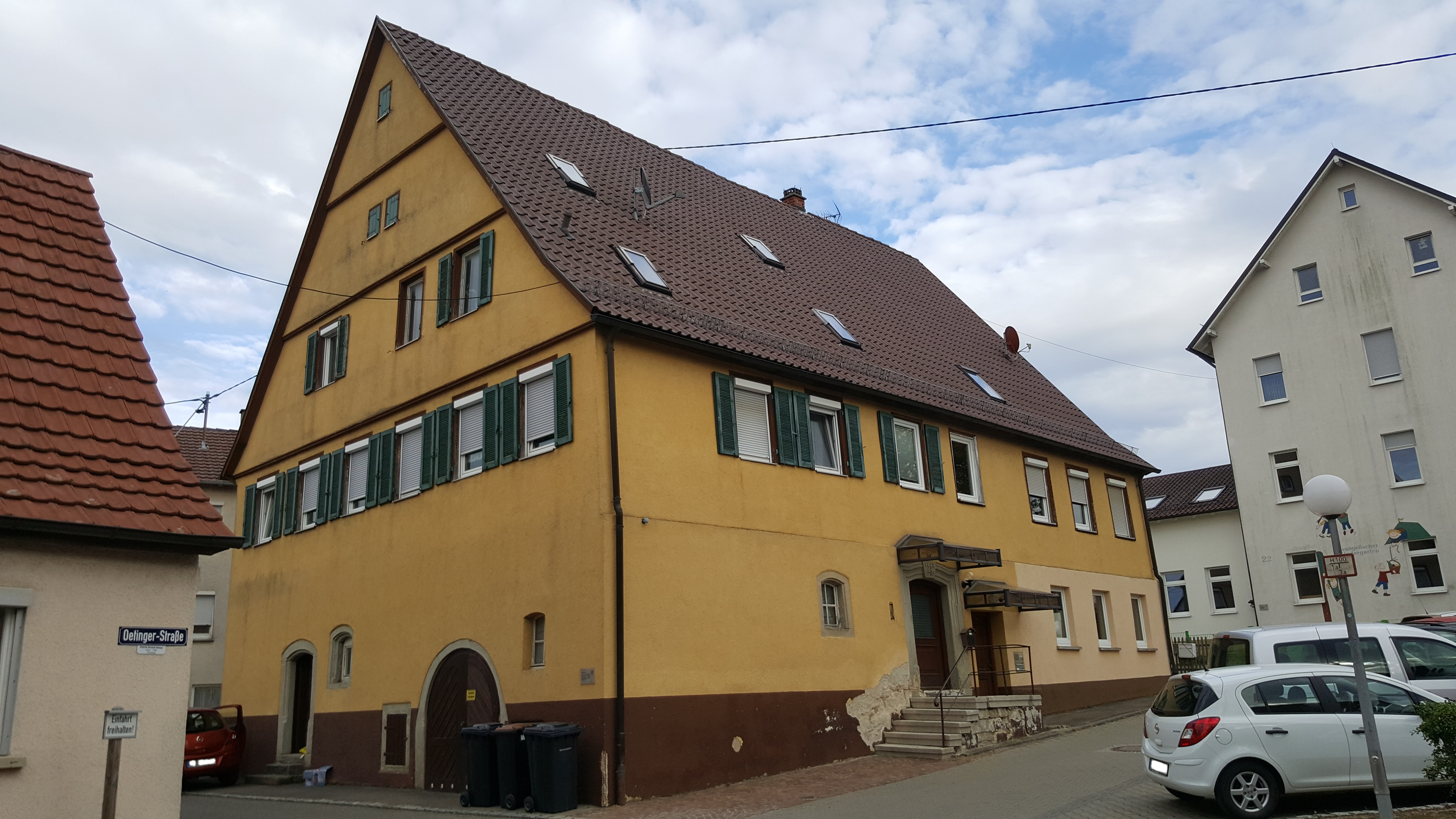
Das ehemalige Wohnhaus der Familie Gaiser wurde von 1828 bis 1870 als Schulhaus genutzt.

Das denkmalgeschützte Schulhaus II (Gustav-Werner-Straße 24) weist ein klassizistisches Türgewände mit der Jahreszahl 1797 und den Initialen IG und ILGS für Johannes Gaiser und Johann Ludwig Gaiser Schulmeister (1728–1817) auf. Das steinerne Erdgeschoss enthält Teile eines noch älteren Gebäudes. Im Keller Tonnengewölbe mit Spitzkappen, wohl aus dem 16. Jahrhundert, die Tür am Kellerhals entstand um 1700.

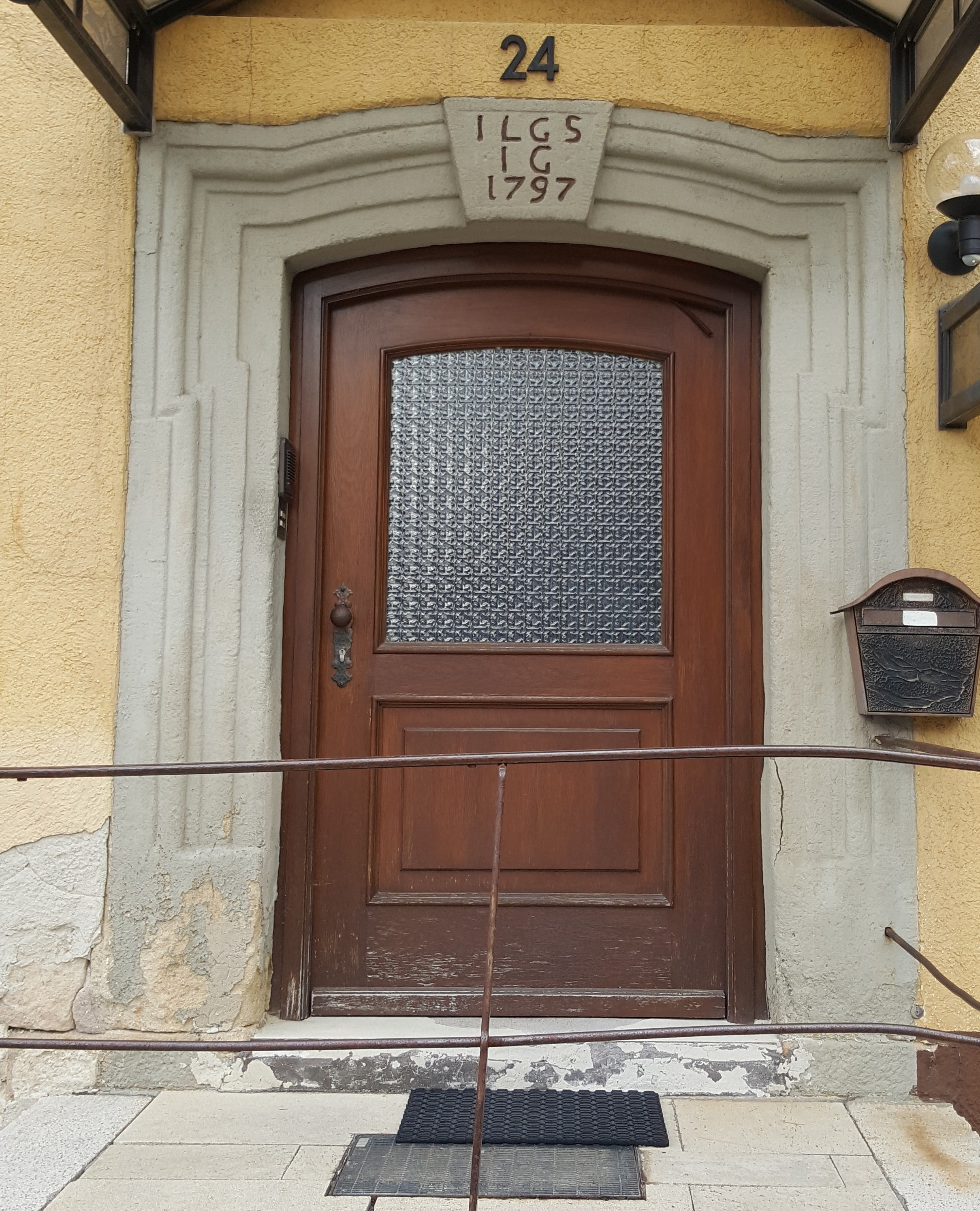
Das klassizistische Portal verweist bis heute auf das Jahr eines umfangreichen Umbaus und die Bauherren aus der Familie Gaiser.

In der ehemaligen Schulstube im Erdgeschoss drei Holzsäulen (Anfang des 18. Jahrhunderts) mit einfach geschnitzten Kapitellen. 1729 wird der Besitzer des Gebäudes, Johannes Wezel (1663–1729), als Gastgeber zum Reiff bezeichnet. 1828 erwarb die Gemeinde das Anwesen, um es als Schulgebäude zu nutzen. Diesem Zweck diente es bis zum Neubau des Schulhaus III im Jahr 1870. Anschließend wurde das Gebäude als Lehrerwohngebäude genutzt, bis es in private Hände verkauft worden ist.
Das Gehöft Kirchgasse 19 war von 1694 bis 1753 über drei Generationen im Besitz der Schulmeister-Dynastie Gaiser. In den Besitz der Familie Gaiser kam das Anwesen durch Barbara, Witwe des Jakob Stengel, die 1634 mit Hans Gaiser (1606–1694) verehelicht wurde. Gaiser war von 1659 bis 1661 Walddorfer Schultheiß. Die örtlichen Akten berichten, dass er im Dreißigjährigen Krieg schwer verwundet wurde, als ein Konvoi von 62 Tonnen Pulver, die er begleitete, in die Luft flog, weiter heißt es, dass er bis auf die bloße Haut verbrannt 13 Wochen im Spital in Ulm gelegen habe. Um 1565 werden als Besitzer ein Hans Felder, um 1610 ein Hans Schmalacker genannt. Das Wohnhaus, ein zweigeschossiger, verkleideter Fachwerkbau stammt aus dem 16. Jahrhundert, die Scheune ist mit 1780 bezeichnet. Gemeinsam mit dem dazugehörigen Brunnen wird das Anwesen im Verzeichnis der unbeweglichen Bau- und Kunstdenkmale geführt.
Das ehemalige Gasthaus zum Lamm (Stuttgarter Straße 2) ließ der Bierbrauer und Wirt Johann Jacob Armbruster (1800–1873) anno 1839 anstelle eines Vorgängerbaus errichten. Dem Gebäude wurde am 25. November 1839 das „Schildwirthschafts Recht“ erteilt. Der große, ehemalige Saalanbau stammt aus dem Jahr 1931.
Am Gebäudesockel Im Gässle 4 Jahreszahl 1632 oder 1637, der Steinquader aber wohl in Zweitverwendung. Laut archivalischer Belege wurde das Gebäude 1713 neu erbaut. Eigentümer war damals (formal) noch der Pfarrer Johannes Majer (* 1641), der am 12. Mai 1711 Abt in Murrhardt wurde, aber schon wenige Zeit später, am 15. Dezember 1712, verstarb. Seine Witwe Maria Margaretha kehrte offensichtlich nach Walddorf zurück und verstarb hier am 8. August 1719. Bereits 1717 hatte sie das Anwesen allerdings an den Walddorfer Amtsschultheißen Hans Georg Wezel (1673–1763) veräußert, dessen zweite Frau Anna Maria, geb. Dinner, in verwandtschaftlicher Beziehung zu Maria Margaretha Majer stand.
Für das Gebäude Im Gässle 10 konnte bisher archivalisch kein Baujahr ermittelt werden. Es lassen sich aber mehrere Anhaltspunkte finden, die auf ein sehr hohes Alter schließen lassen.
Das Gebäude Im Gässle 17 wurde 1774 für den Leinenweber Jacob Schaal (1734–1803) errichtet.
Die Wirtschaft zum Waldhorn (Stuttgarter Straße 27) ließ der Amtmann und Amtsschreiber Karl Christian Friedrich Ellwert (1785–1824) im Jahr 1817 erbauen. Seine Nachkommen veräußerten das Anwesen 1827 an den Bäcker Carl Heim (1802–1872), der darin die Wirtschaft zum Waldhorn einrichtete. Der Saalanbau stammt aus dem Jahr 1911.
Häslach

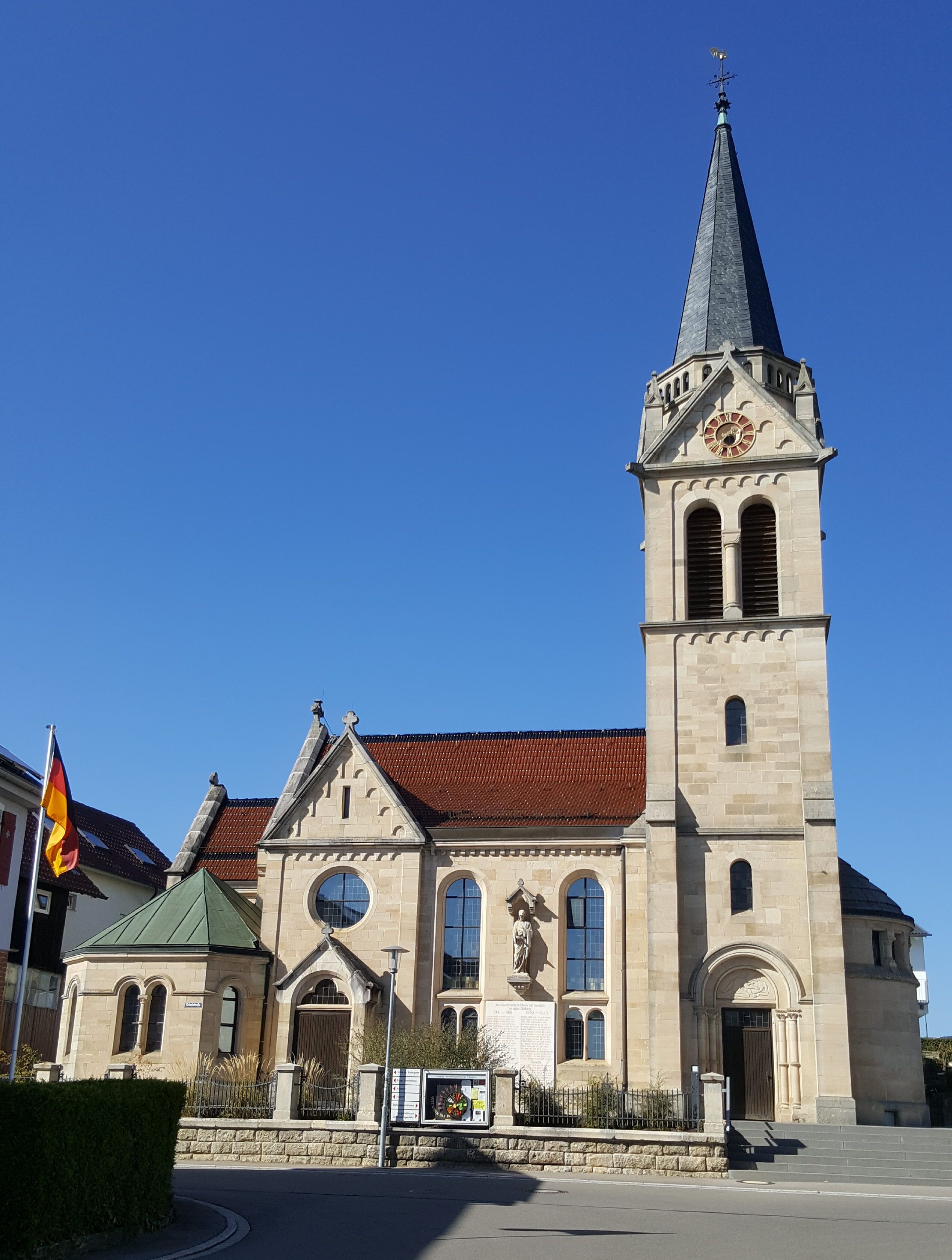
Die 1899/1900 erbaute Kirche in Häslach

Das Ortsbild von Häslach prägen die evangelische Kirche von 1899/1900, Architekt: Heinrich Dolmetsch, und der markante, kelchförmige Wasserturm aus dem Jahr 1967. Er besitzt eine Aussichtsplattform, die jedoch nicht öffentlich zugänglich ist.
An historischen Gebäuden ist hervorzuheben: das Gebäude Dorfstraße 11 wurde laut archivalischer Quellen 1697 für „Alt“ Michael Jehle(n) neu erbaut. Das Geschäftshaus Dorfstraße 29 entstand in den Jahren 1848/49 als Wohnhaus des Landwirts Johann Michael Henzler. Das Backhaus (Bauschhausgäßle 2) wurde 1830 als Privathaus errichtet, 1838 von der Gemeinde Häslach erworben und zum Gemeindebackhaus umgebaut.

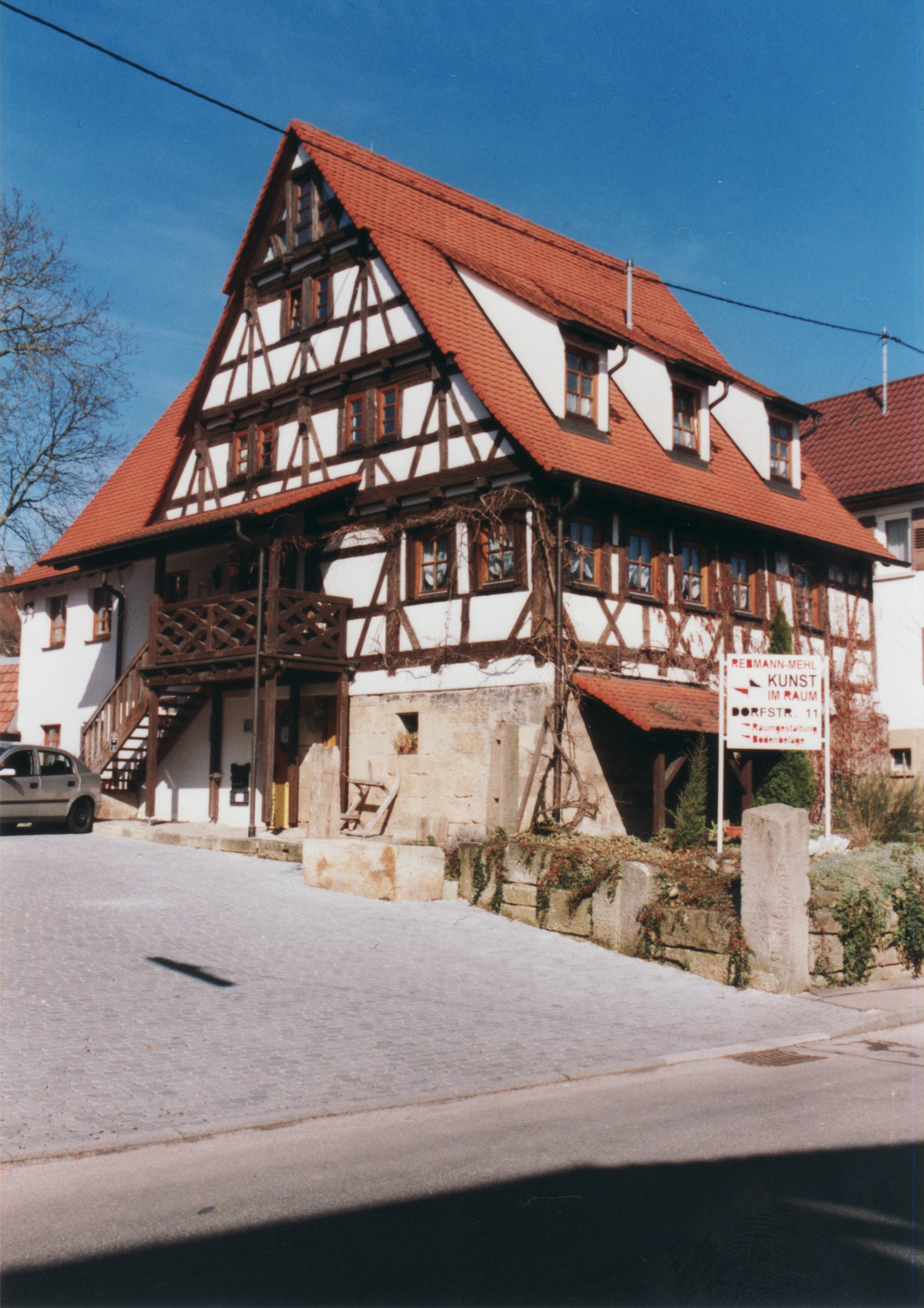
Das Fachwerkgebäude Dorfstraße 11 (von 1697) im Jahr 2002
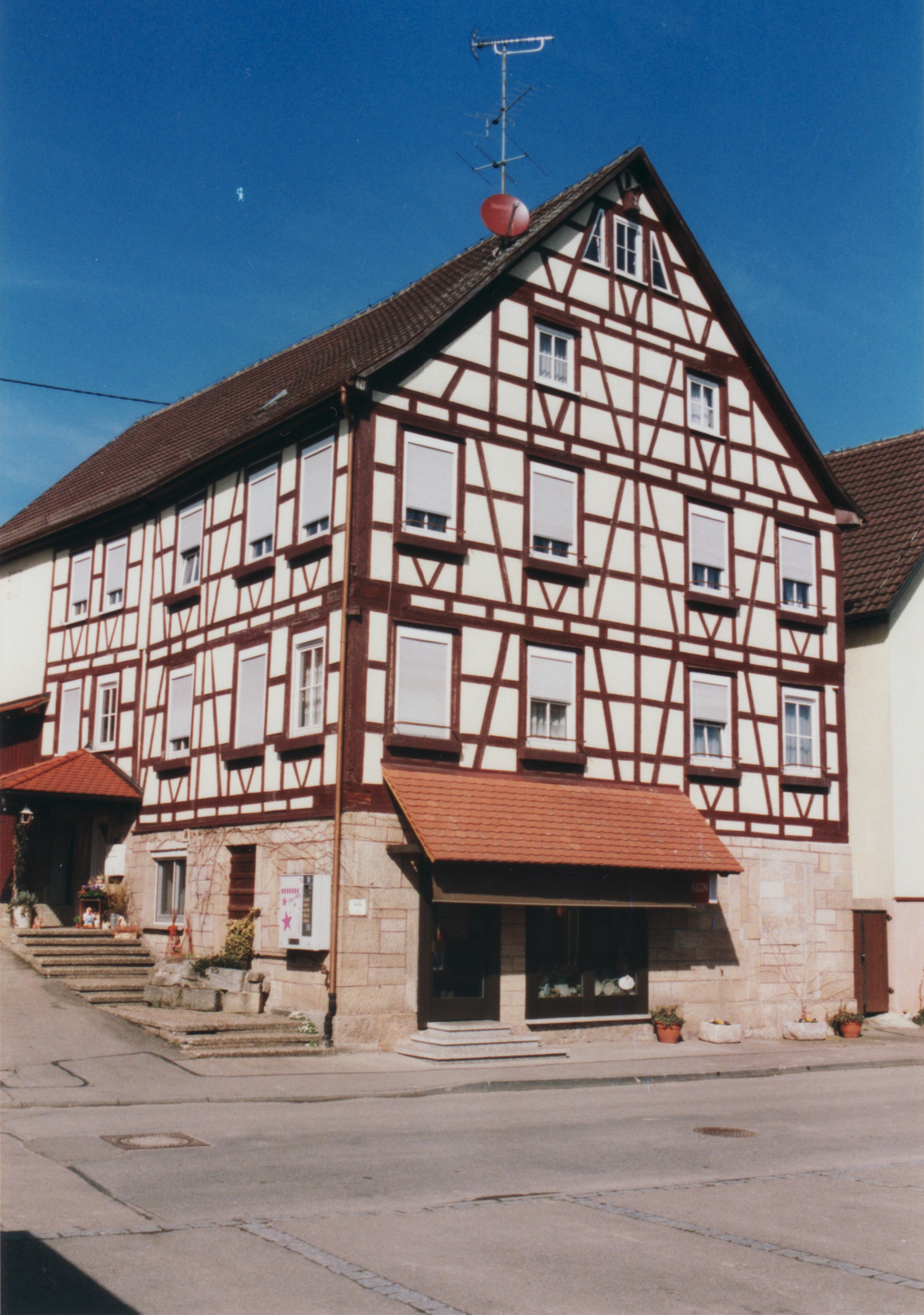
Das Fachwerkgebäude Dorfstraße 29 (von 1848/49) im Jahr 2002
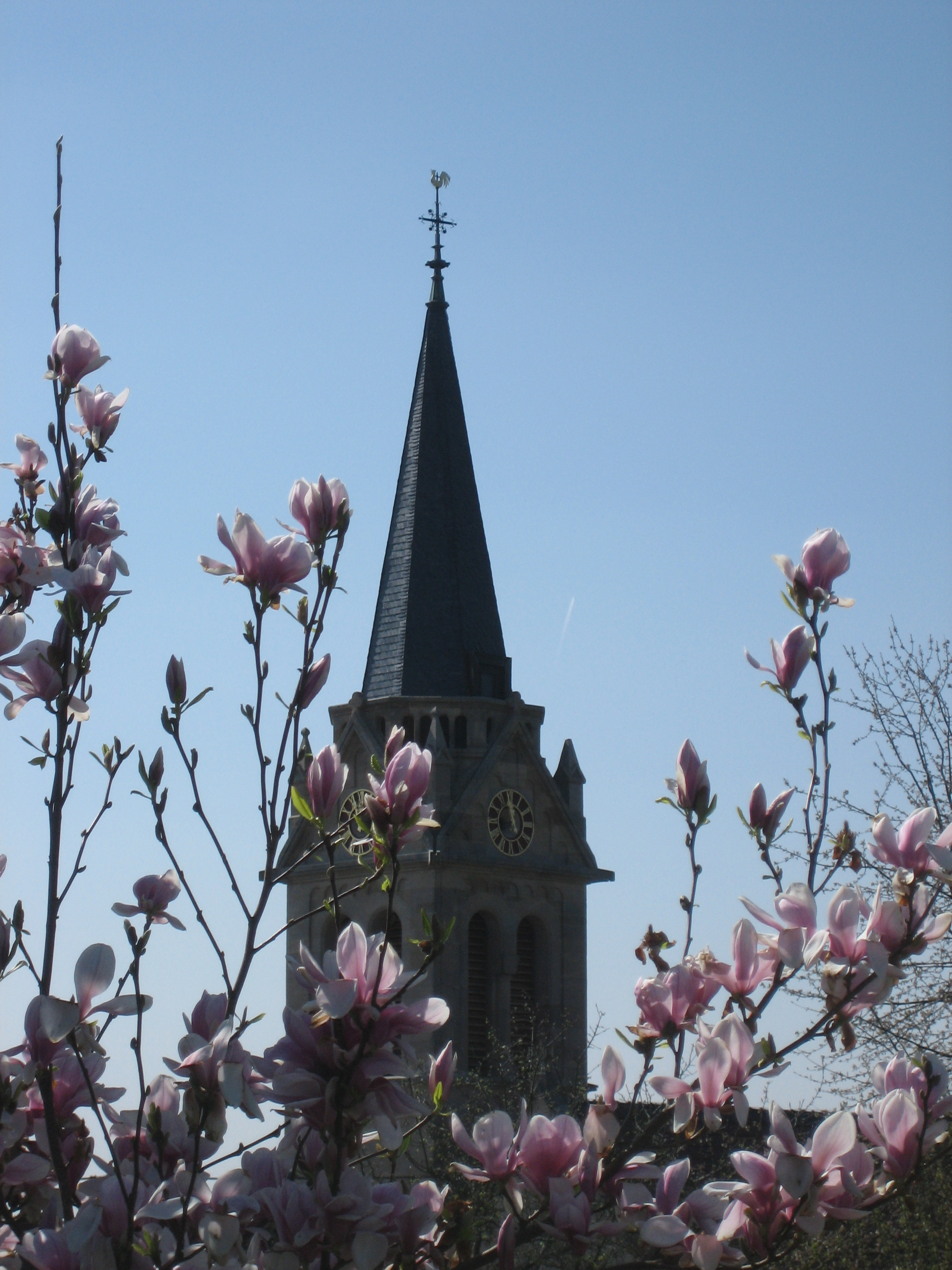
Der Häslacher Kirchturm zwischen Magnolienblüten
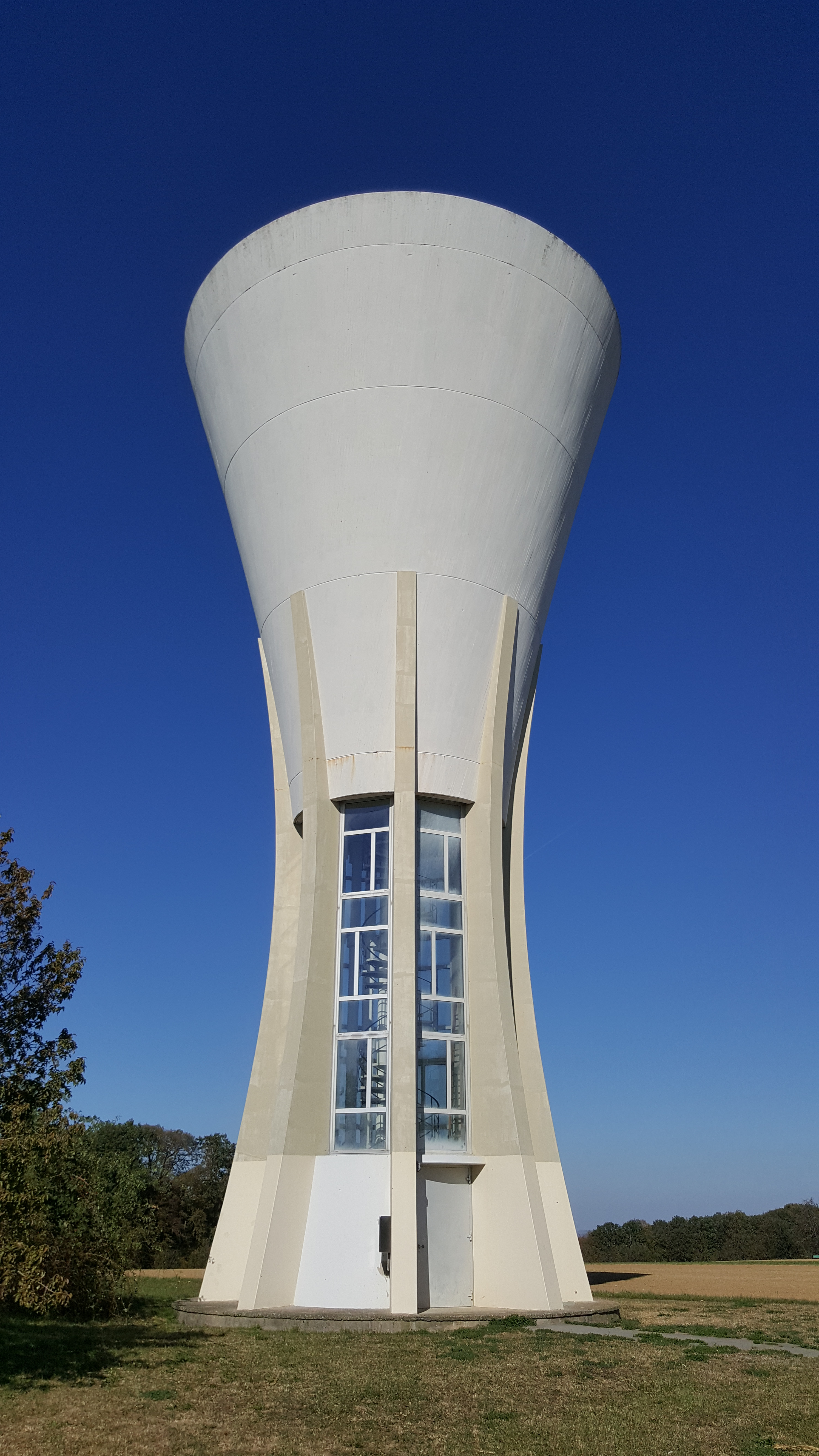
Der Häslacher Wasserturm im Jahr 2018
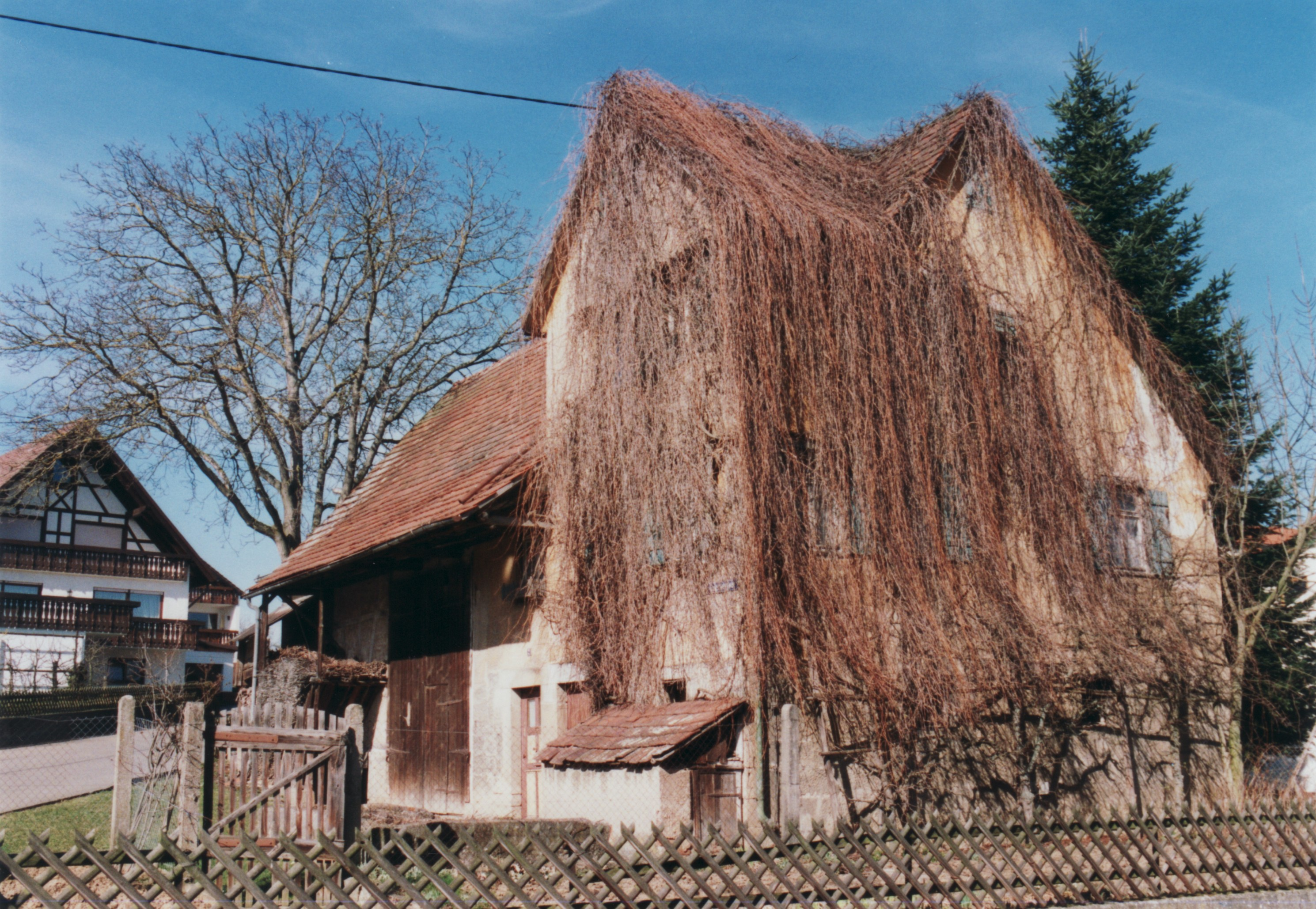
Das überwachsene „Kühfuß“-Haus, Galgenbergweg 2, wurde 2007 abgerissen
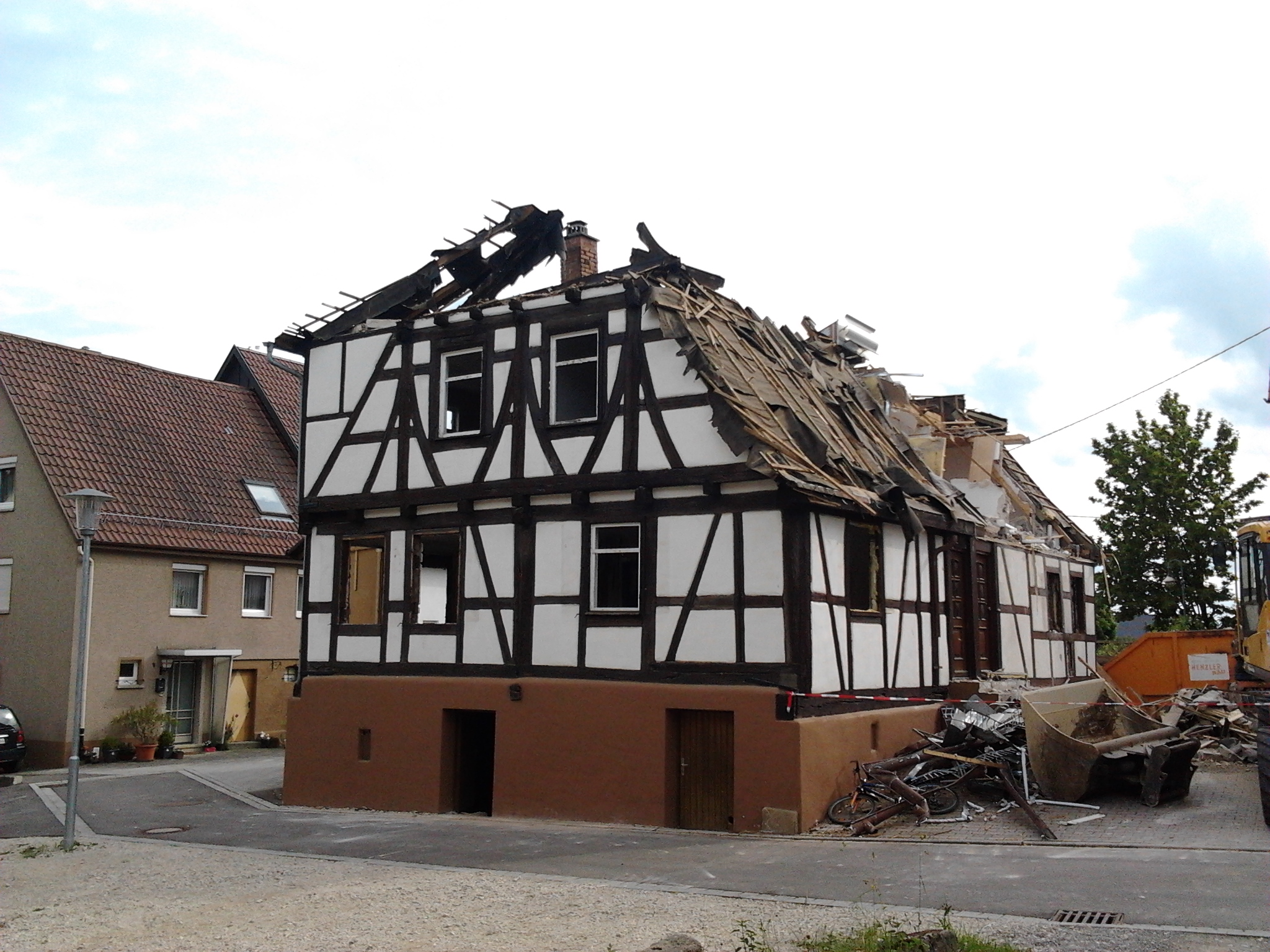
Das Fachwerkhaus Kaffeehof 3 wurde 2014 abgerissen
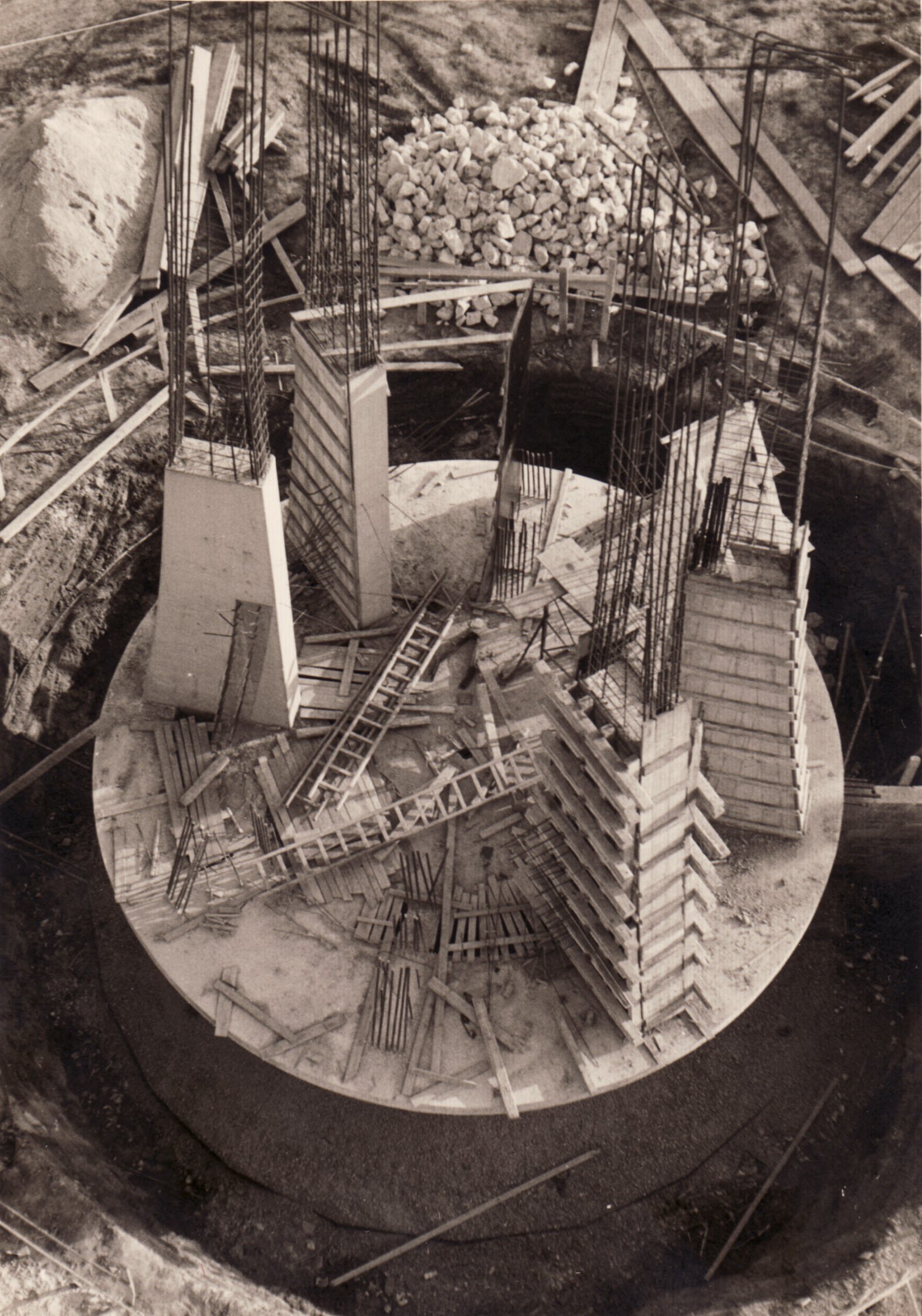
Das Fundament für den Wasserturm ist betoniert, …
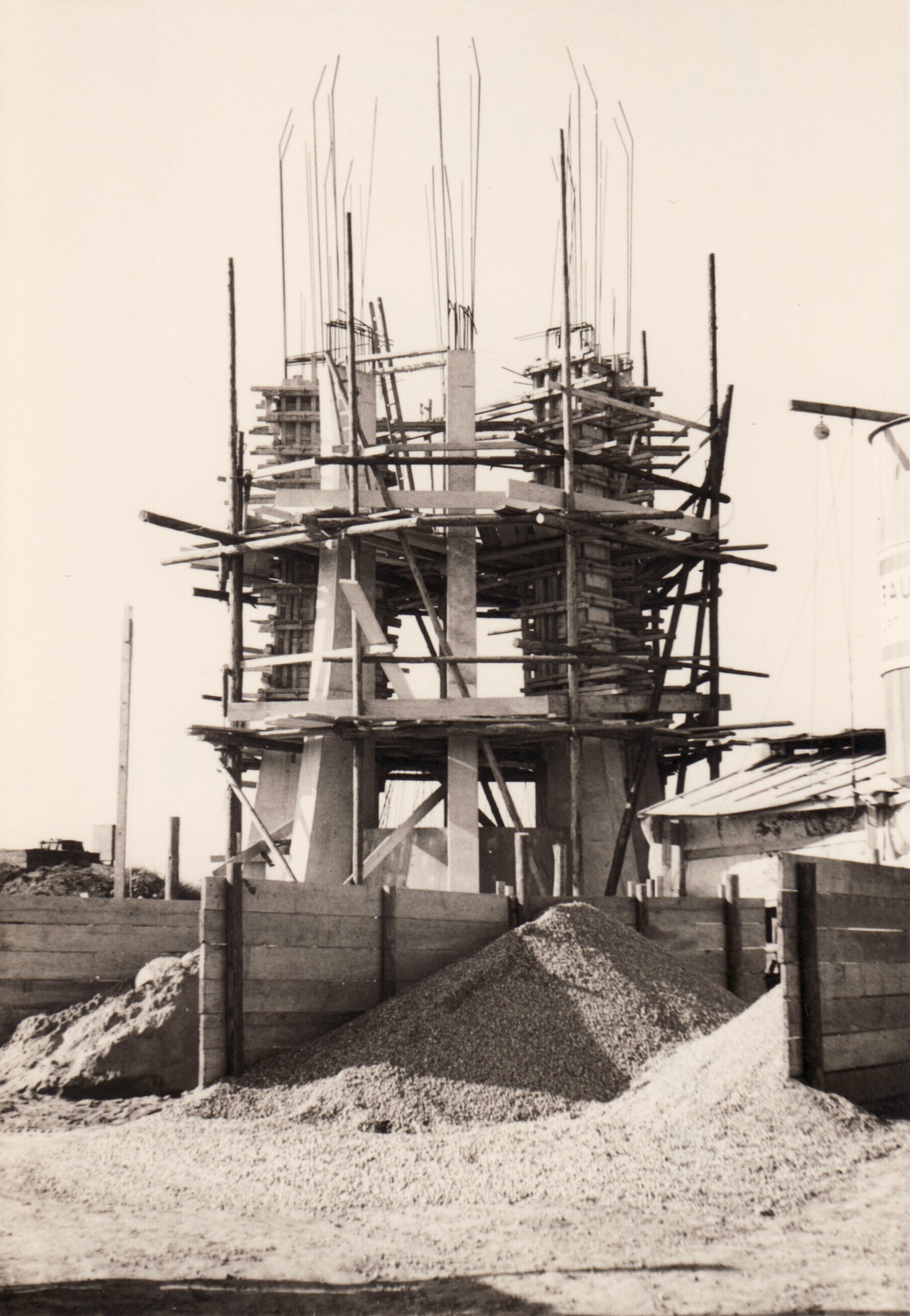
… allmählich wächst er in die Höhe, …
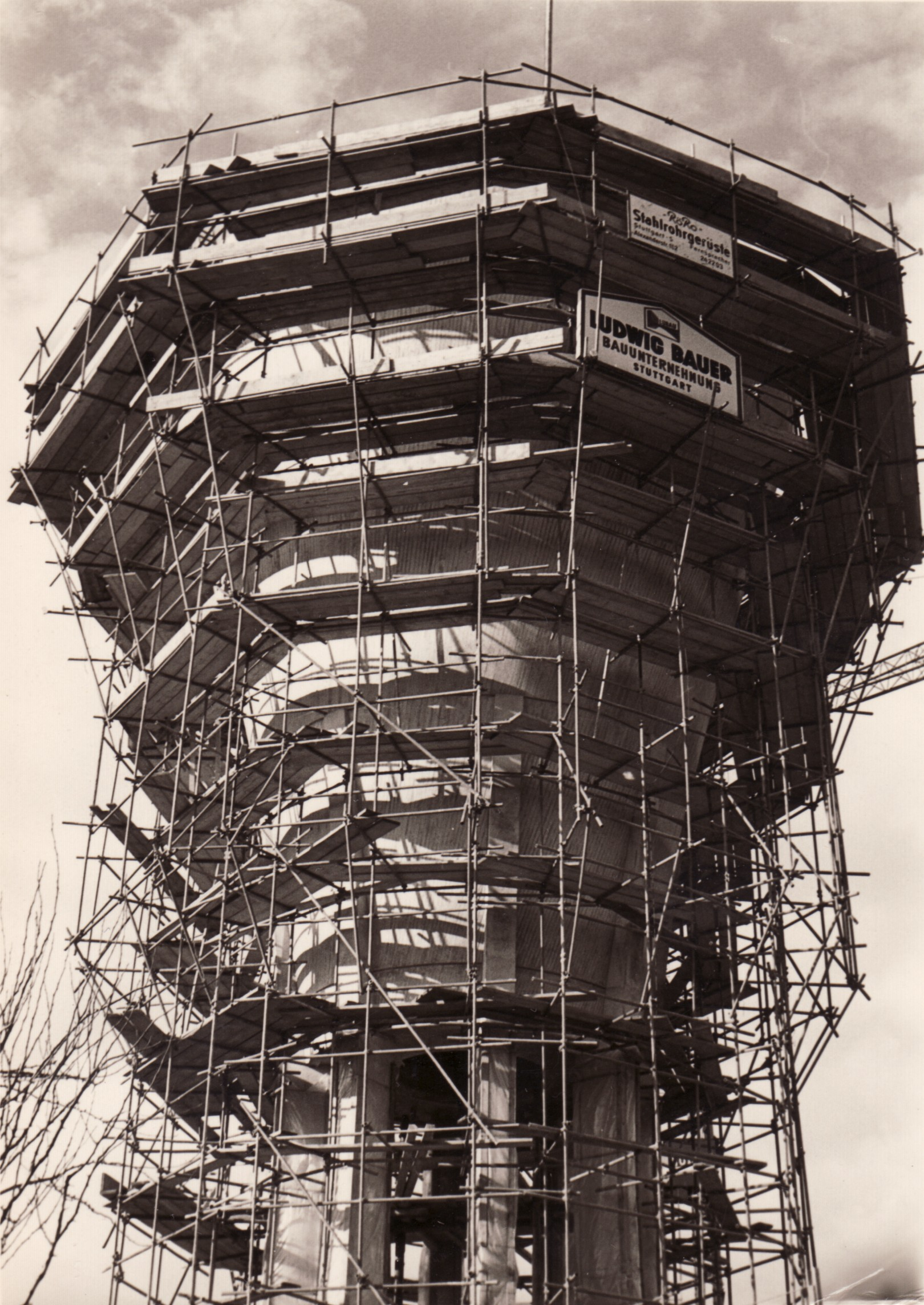
… die Kelchform ist nun deutlich erkennbar

### Parks
Der angrenzende Naturpark Schönbuch dient als Naherholungsgebiet für die südliche Region Stuttgart.

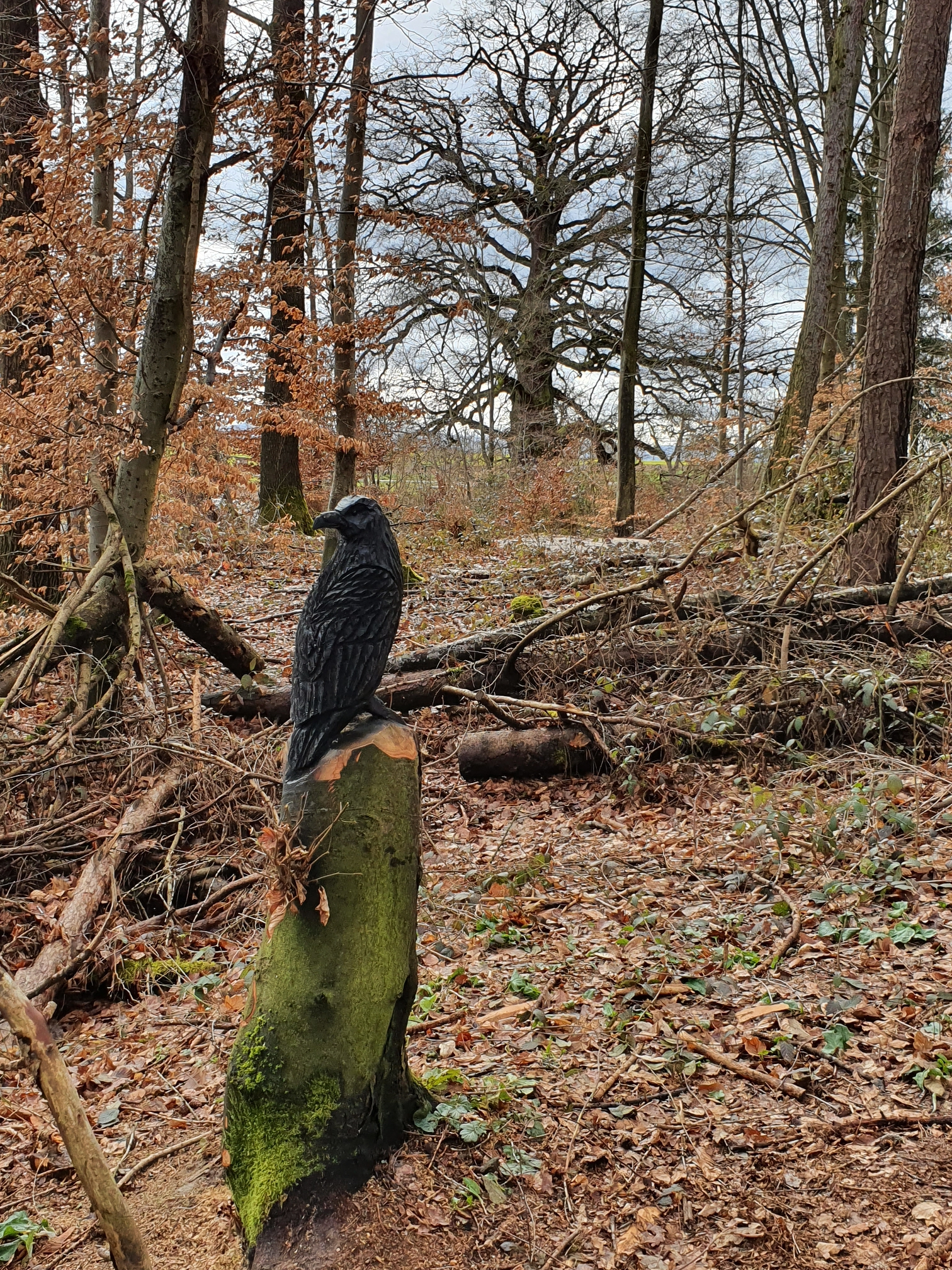
Skulptur „Rabe“ im Skulpturenpfad „Sulzsteige“, im Hintergrund das Naturdenkmal Sulzeiche

In unmittelbarer Nähe zum Naturdenkmal Sulzeiche entsteht seit 2020, im oberen Teil der Sulzsteige, ein Skulpturenpfad. Zwei örtliche Hobby-Carver veredeln, mit Erlaubnis der Forstbehörde, vorhandene Baumstümpfe mit der Motorsäge in Skulpturen. Dargestellt werden Wildtiere, die im Schönbuch leben.
Aus den beiden Ortsteilen kann man in weniger als einer Stunde in das ausgedehnte Naturschutzgebiet Schaichtal wandern, einen besonders reizvollen Teil des Schönbuchs. Viele Grillstellen und mehrere Brunnen bieten die Möglichkeit zur Rast. Manche Häslacher schwören auf die heilende Wirkung des „Heilbrunnen“-Wassers, das jedoch offiziell kein Trinkwasser ist.

### Naturdenkmäler

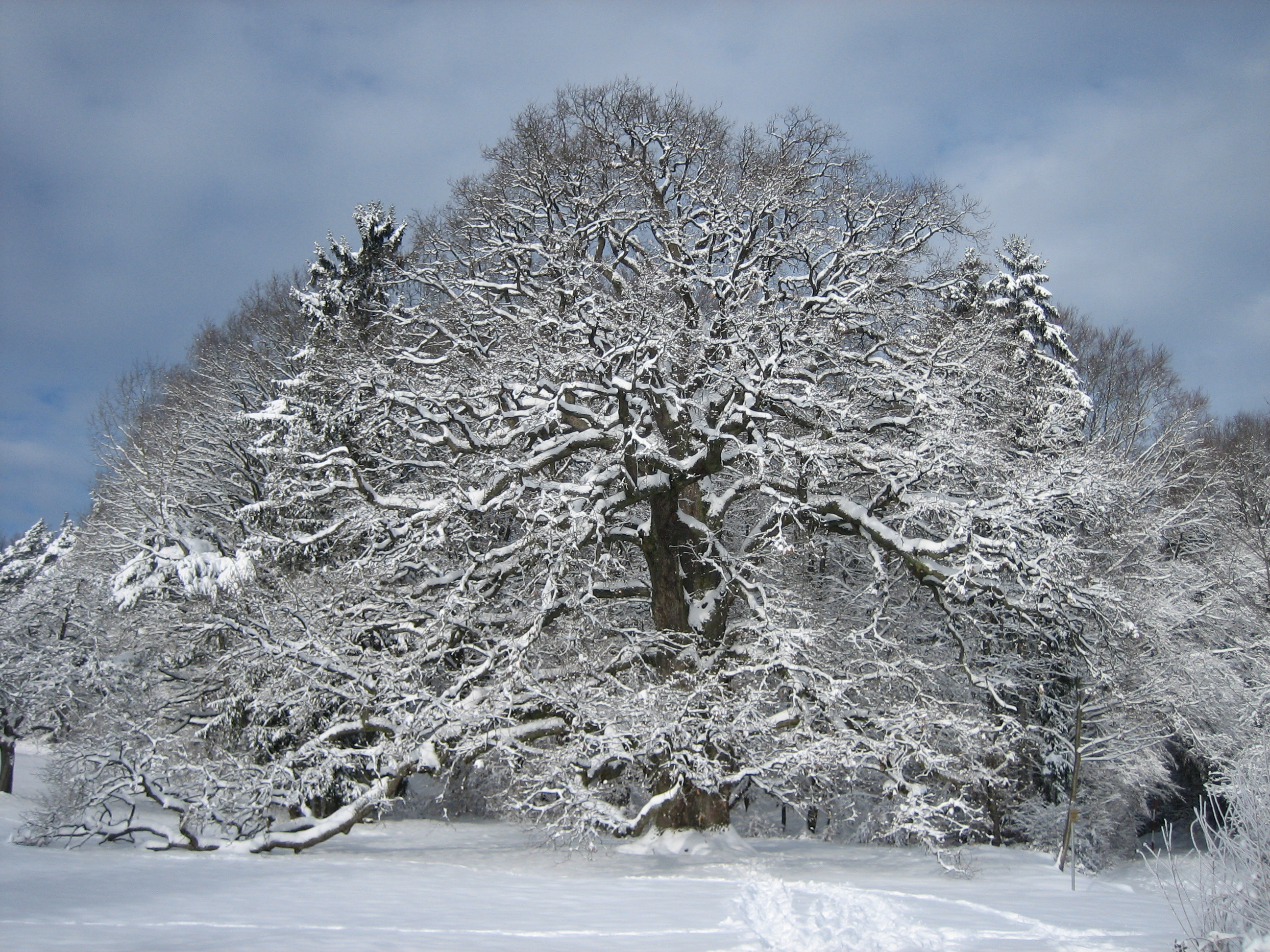
Das Naturdenkmal Sulzeiche im Winter

Zur Liste der Naturdenkmale in Walddorfhäslach
Walddorfhäslach besitzt mit der mehrere hundert Jahre alten Sulzeiche am Schönbuchrand bei Walddorf ein besonderes Naturdenkmal.

## Wirtschaft und Infrastruktur

### Verkehr
Die Gemeinde liegt an der Bundesstraße 27 (Blankenburg (Harz)–Lottstetten). Die Bundesstraße 464 verbindet die Gemeinde mit Böblingen und Sindelfingen.
Es besteht eine Busverbindung nach Reutlingen (Linie 1 und Linie 3) innerhalb des Naldo (Wabe 220) sowie Busverbindungen nach und Nürtingen (Linie 188) innerhalb des VVS. Die Linie 300 verbindet zu Schulverkehrszeiten die in den Teilgemeinden liegenden Schulen miteinander. Seit 2024 besteht mit der Linie 827 eine Busanbindung nach Tübingen über Dettenhausen; über einen Umstieg dort ist nun auch über die Schönbuchbahn Böblingen mit öffentlichen Verkehrsmitteln zu erreichen.

### Sport
Gemeindeeigene Sportanlagen mit weitläufigem Spielplatz befinden sich in den Weiherwiesen.
Es gibt drei aktive sportreibende Vereine.
Der TV Häslach bietet mit den Abteilungen Tennis, Leichtathletik, Turnen, Schützen, Volleyball, Basketball, Tischtennis, Gymnastik, Radfahren und Tanzen viele Sportmöglichkeiten, aber keinen Fußball.
Der SV Walddorf ist primär im Fußball aktiv, hat aber auch eine Badminton-Abteilung, Gymnastik und Reha-Sport.
Der CVJM verfügt über eine eigene Halle mit einer Kletterwand. Es werden die Sportarten Handball und Klettern professionell, weiterhin Volleyball, Fußball, Tanzen, Indiaca, Fitness, Steppaerobic Natursport auf Freizeiten, in Hallen auf dem vereinseigenen Gelände angeboten.
Er wirkt heute eingebettet in eine Gliederung des Evangelischen Jugendwerks; evangelischen Bekenntnisses.
Der Sport hat neben Bibelarbeiten eine wesentliche Bedeutung in der kirchlichen Jugendarbeit in Walddorfhäslach, da gemeinsames Bewegen zum ganzheitlichen Grundkonzept (also Körper, Seele und Geist) gehört.

### Bildung
Walddorfhäslach besitzt eine Grundschule, die Römerwegschule Häslach, sowie eine Gemeinschaftsschule, die Gustav-Werner-Schule Walddorf, die vom ersten bis zum zehnten Schuljahr führt. Im Schuljahr 2012/13 war die Gustav-Werner-Schule eine der Starterschulen in Baden-Württemberg, die Gemeinschaftsschule wurden. In der Schule lernen und arbeiten mehr als 250 Kinder, Jugendliche und Erwachsene zusammen. Großen Wert wird auf ein angenehmes Lernklima, höfliche Umgangsformen und gegenseitige Wertschätzung gelegt. Die Gustav-Werner-Gemeinschaftsschule zeichnet sich durch vielfältige pädagogische Angebote aus, bei denen stets der einzelne Schüler im Mittelpunkt steht. Neben fachlichem Wissen werden den Schülern auch soziale und methodische Kompetenzen vermittelt. In Arbeitsgemeinschaften werden darüber hinaus auch außerunterrichtliche Aktivitäten angeboten.
Für die jüngsten Einwohner bestehen vier gemeindliche und ein evangelischer Kindergarten.

## Persönlichkeiten

### Söhne und Töchter der Gemeinde

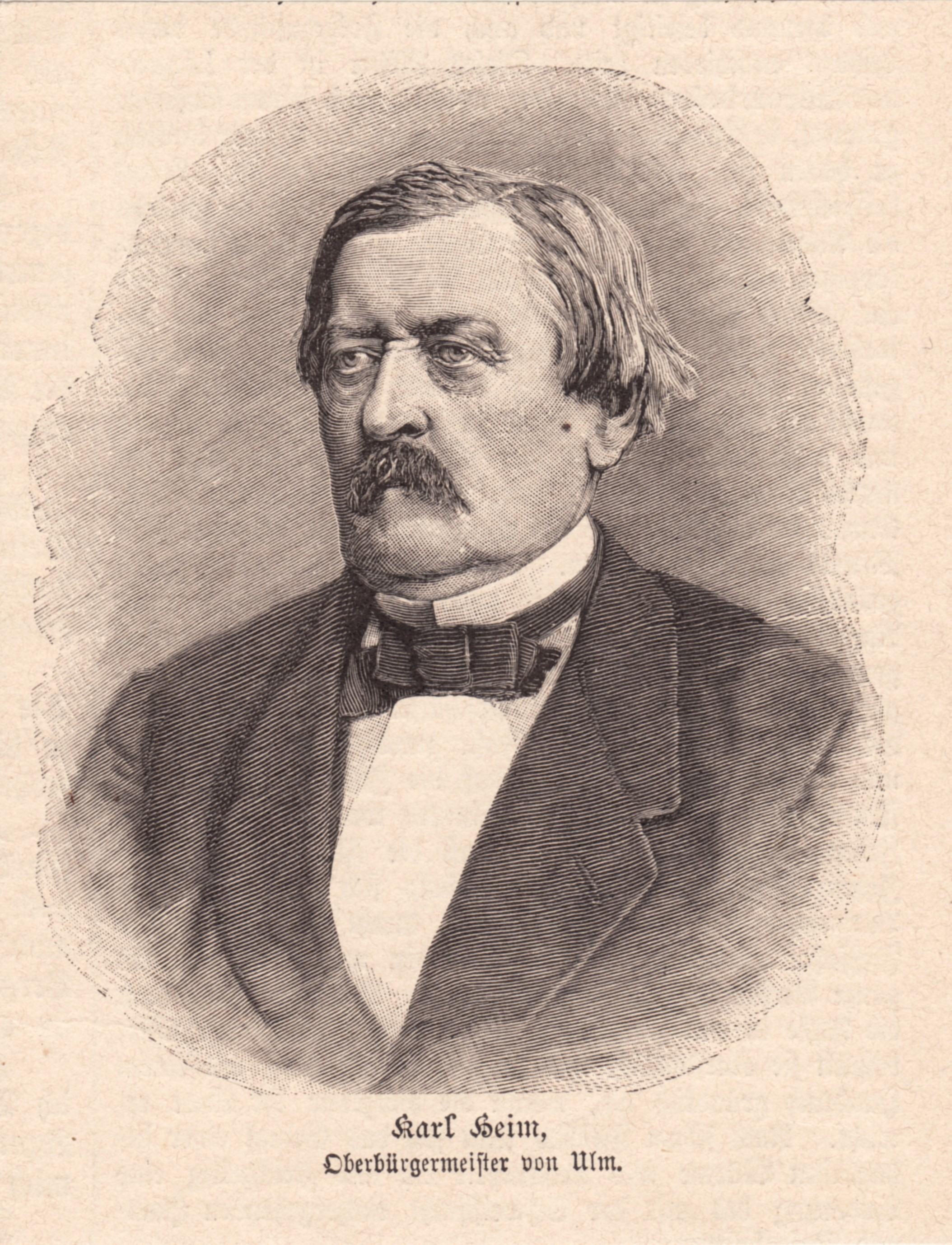
Karl Heim, bzw. Carl von Heim, Oberbürgermeister von Ulm

- Stefan Waid, früher häufig Stephan Waid († 1504), Steinmetz, Werkmeister (ab 1492) an der Esslinger Frauenkirche, 1495 Taufstein in der Michaelskirche (Wangen), 1501[51] vom Probst in Denkendorf (Württemberg) mit dem Neubau der Peter- und Paulskirche Köngen beauftragt, 1504 Steinmetz und Werkmeister am Konstanzer Münster, verheiratet 1487 mit Ursula, der Tochter des Hans Böblinger der Ältere, auch Beblinger. Schwager der Baumeister Hans der Jüngere, Matthäus Böblinger, Marcus, bzw. Marx Böblinger, Lucas, bzw. Lux Böblinger und Dionysius Böblinger der Ältere. Waid gehörte zur schwäbischen Baumeisterfamilie Böblinger.
- Karl von Heim (1820–1895), Oberbürgermeister von Ulm, Reichstagsabgeordneter
- Wilhelm Schippert (1907–1980), Landrat in Backnang
- Werner Schäfer (1925–1992), Generalleutnant

### Persönlichkeiten, die vor Ort wirken oder gewirkt haben

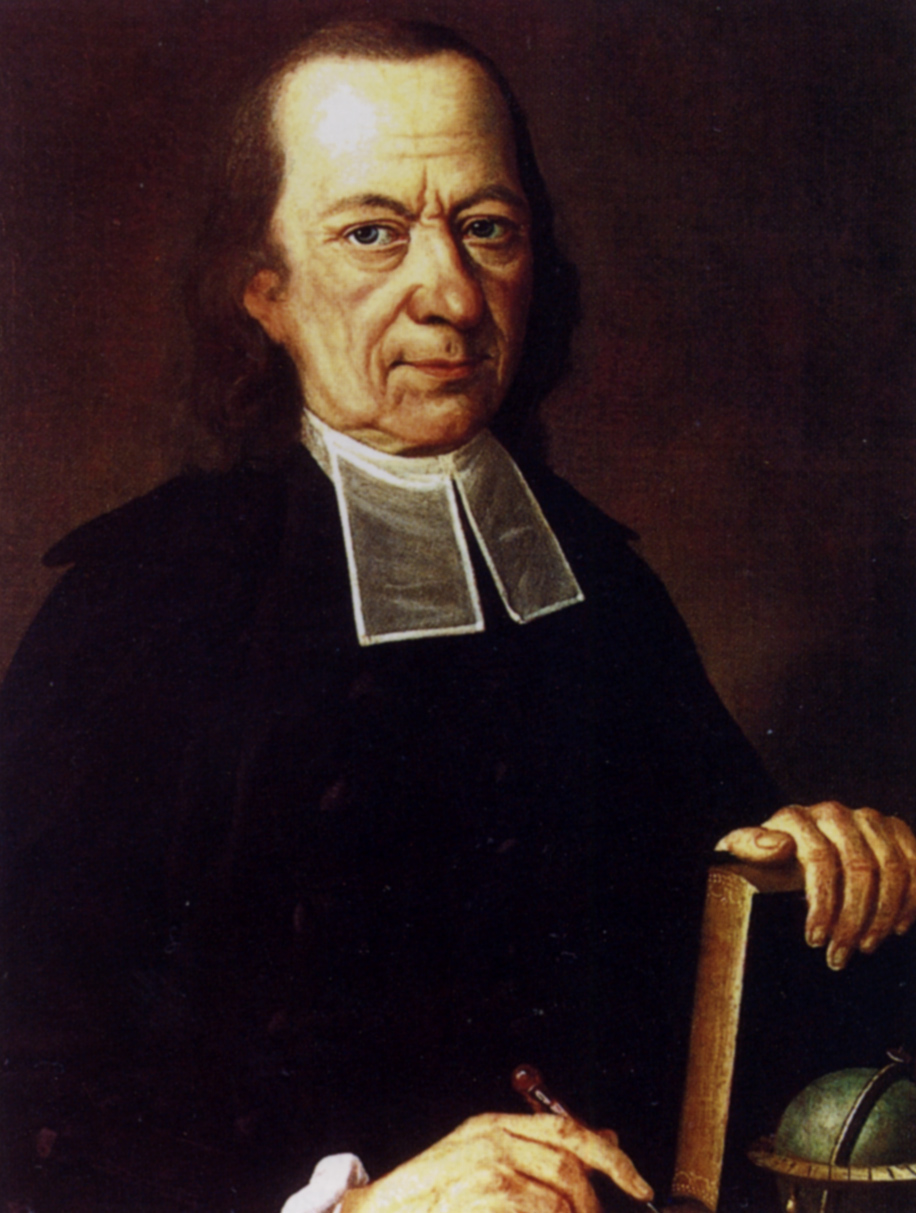
Friedrich Christoph Oetinger 1775

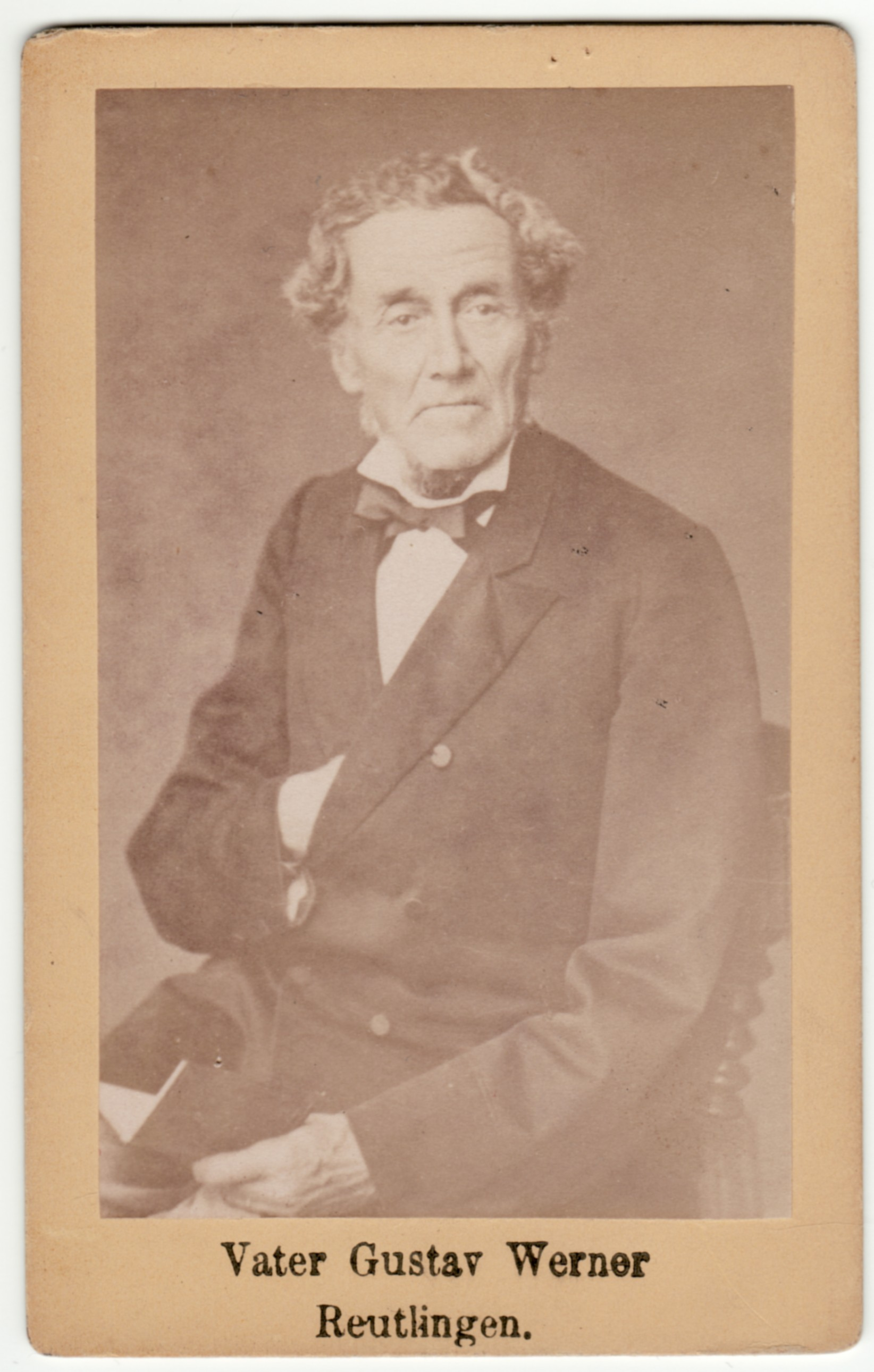
Gustav Werner um 1880

- Friedrich Christoph Oetinger (1702–1782), bekannter Pietist und Theologe (zuletzt Prälat von Murrhardt), war von 1746 bis 1752 Pfarrer in Walddorf
- Gustav Werner (1809–1887), war von 1834 bis 1840 als Vikar in Walddorf tätig.
- Guido Buchwald (* 1961), Fußballspieler und -trainer, lebt seit Jahren mit seiner Familie im Ortsteil Walddorf.
- M. Johann Majer (1641–1712), bedeutender schwäbischer Geodät und Kartograph, war von 1689 bis 1711 Pfarrer in Walddorf, anschließend Prälat in Murrhardt. Während seiner Amtszeit Umbau[52] der Walddorfer Kirche (1699/1700) – Abbruch des spätgotischen Polygonalchors, stattdessen Verlängerung und rechteckiger Abschluss des Kirchenschiffs, sowie Verlegung der beiden spätgotischen Portale von der Nord- und Südseite an die Ost- und Westseite. Seine 1710 von Johann Baptist Homann in Nürnberg in Kupfer gestochene Landkarte[53] von Württemberg „Ducatus Würtembergici cum Locis limitaneis nova delineati“ galt nahezu 100 Jahre lang als unübertroffen.[54]
- M. Christian Friedrich Wittich (1757–1818) war von 1814 bis zu seinem Tod 1818 Pfarrer in Walddorf. Schon zu seiner Zeit als Pfarrer (1788–1797) von Hundersingen verfasste er Schriften zur Verbesserung des Unterrichts an den Württembergischen Landschulen. 1798 wird Wittich Mitherausgeber des, bei der Wohlerschen Buchhandlung in Ulm erscheinenden, Journals „Der Landschullehrer“ genannt. Von 1786 bis 1797 waren schon 12 Jahrgänge[55] dieses „Taschenbuchs für deutsche Schulmeister“ erschienen, bis dahin zeichnete Christoph Ferdinand Moser (1759–1800), Pfarrer in Wippingen und Lautern, später in Herbrechtingen, allein für diese Werke verantwortlich. Für die Ausgabe 1798 sicherte er sich die Mitarbeit Pfarrer Wittichs zu.